# Bahnhof Görlitz
Bahnhof Görlitz ist der zentrale Personenbahnhof der Stadt Görlitz in Sachsen. Er verknüpft im Eisenbahnknoten Görlitz die Strecken in Richtung Berlin, Dresden, Breslau und Zittau miteinander.
Bis zum Zweiten Weltkrieg war der am 1. September 1847 eröffnete Bahnhof Görlitz ein bedeutender Knotenpunkt im deutschen Fernverkehr. Das steigende Verkehrsaufkommen erforderte in den 1860er Jahren sowie Anfang des 20. Jahrhunderts eine Erweiterung seiner Anlagen. Nach der Verschiebung der deutschen Ostgrenze an Oder und Neiße kam es zu einem enormen Bedeutungsverlust. Heute ist er nur noch ein Regionalknoten im Schienenpersonennahverkehr. Fernverkehr in der einst bedeutsamen Relation (Paris –) Dresden – Breslau (– Warschau) gibt es seit 2004 nicht mehr.
Hier werden täglich 120 Züge sowie 3600 Reisende und Besucher gezählt. Er ist Deutschlands östlichster Bahnhof. Görlitz ist Grenzbahnhof zwischen Deutschland und Polen. Bis zum EU-Beitritt Polens bzw. dem Beitritt zum Schengen-Raum erfolgte dort in allen internationalen Zügen die Zoll- und Passkontrolle.

## Lage

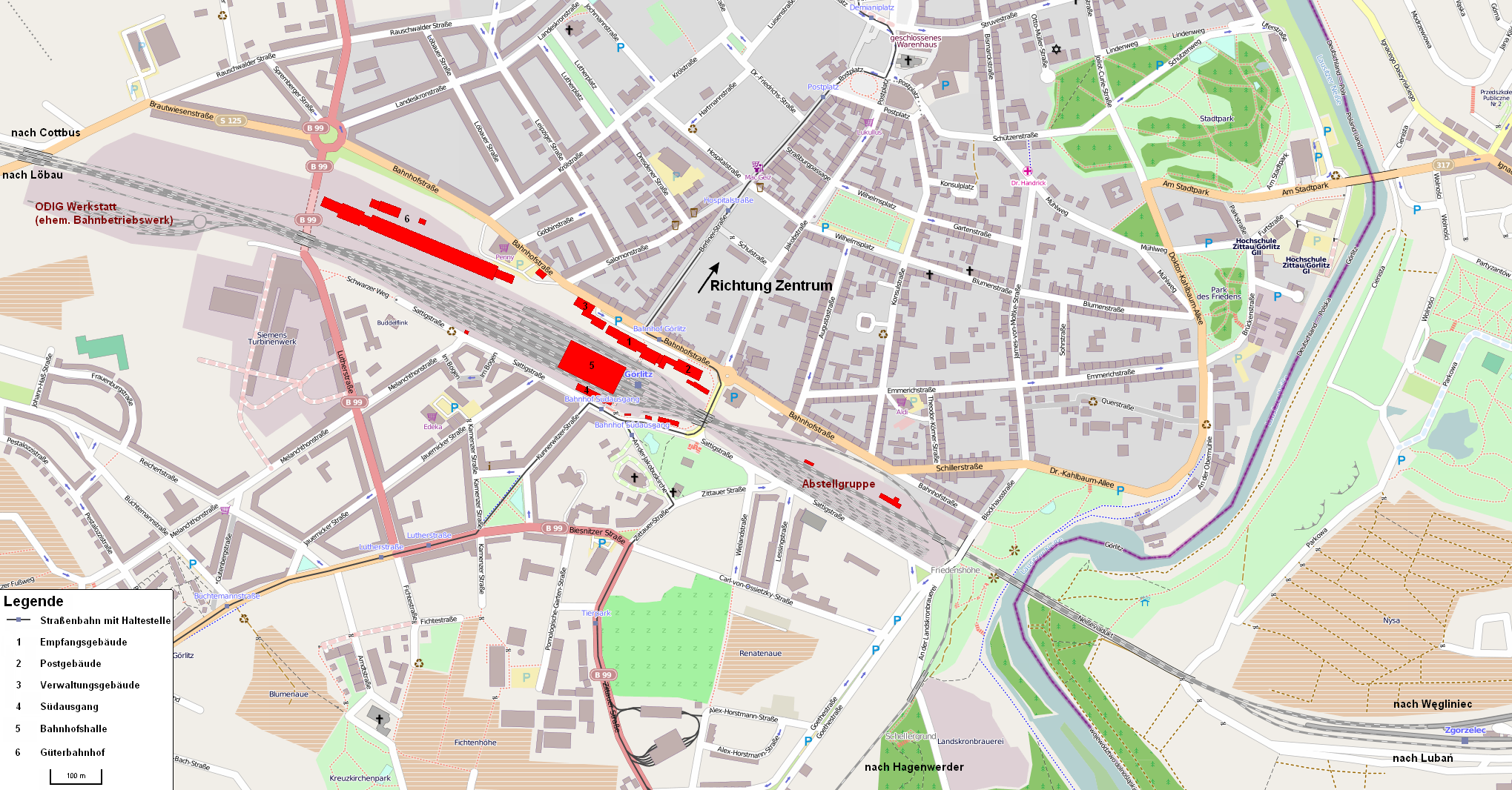
Lage des Bahnhofes in der Innenstadt

Der Görlitzer Bahnhof liegt an Deutschlands Ostgrenze und ist Grenzbahnhof zum Nachbarland Polen. Der Bahnhof Hagenwerder sowie die Haltepunkte in Rauschwalde und Weinhübel sind weitere Bahnstationen der Stadt Görlitz.
Der Bahnhofskomplex befindet sich in der südlichen Innenstadt an der Stadtteilgrenze zur Südstadt. Das Empfangsgebäude steht in der verlängerten Nord-Süd-Achse der Berliner Straße, die den Bahnhof mit dem Stadtzentrum verbindet. Nördlich des Bahnhofs begrenzt die Bahnhofstraße und südlich die Sattigstraße das Bahnhofsareal. Im Osten führt das Neißeviadukt über die Lausitzer Neiße, die hier die deutsch-polnische Grenze nach Zgorzelec markiert.
Das Bahnhofsgelände gehörte einst zum Jannakschen Vorwerk und befand sich zum Zeitpunkt der Errichtung des Bahnhofs weit vor den damaligen Toren der Stadt. Dort richtete im Jahr 1641 der sächsische Kurfürst Johann Georg I. bei der Belagerung von Görlitz sein Hauptquartier ein. Auch Friedrich der Große schlug hier während eines Durchmarsches in der Zeit des Siebenjährigen Krieges sein Hauptquartier auf. Zuletzt gehörte das Grundstück dem Bauunternehmer Gustav Kießler, der an der Ausführung des Neißeviadukts beteiligt war.
Straßenverkehr und Straßenbahn unterqueren im Jakobstunnel östlich des Bahnhofsgebäudes die Bahngleise. Westlich unterführt der Brautwiesentunnel die Bundesstraße 99 unter der Westausfahrt des Bahnhofs. Die Görlitzer Straßenbahn sowie die Busse des Regionalverkehrs besitzen vor dem Empfangsgebäude an der Bahnhofstraße Haltestellen. Am Südausgang, dem südlichen Aufgang aus der Bahnsteigunterführung, befindet sich die gleichnamige Straßenbahn- und Bushaltestelle als Umsteigehaltestelle im städtischen Nahverkehr.

## Geschichte

### Der Weg zum Eisenbahnanschluss

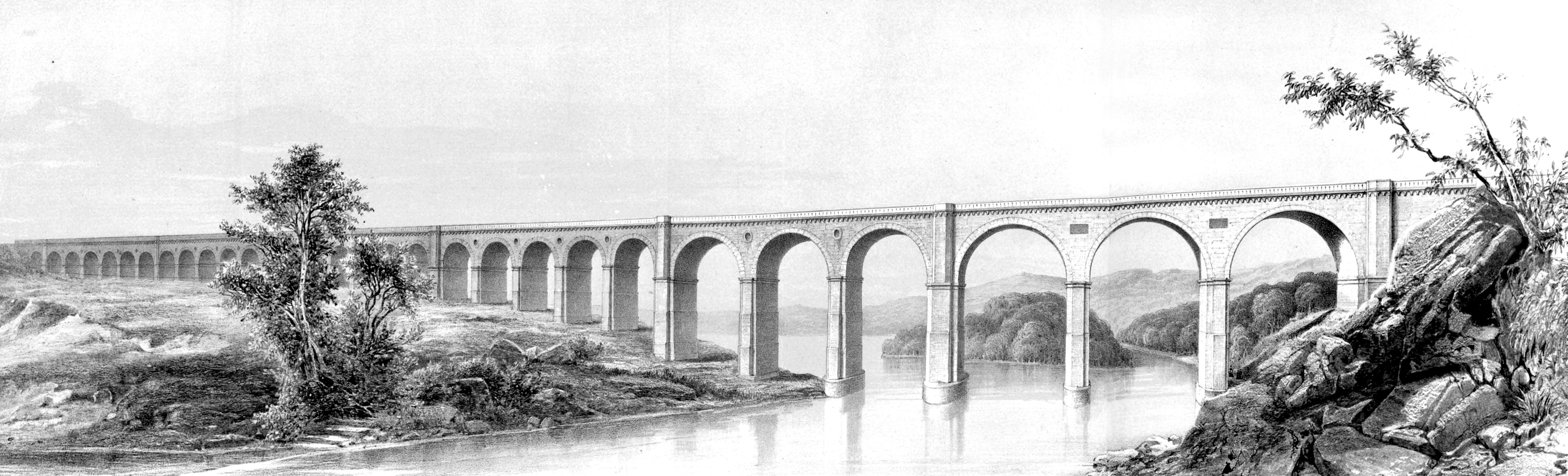
Der Görlitzer Neißeviadukt

Mit dem Einsatz von Dampfmaschinen und dem beginnenden industriellen Aufschwung Mitte des 19. Jahrhunderts in der Region wurde ein effizienteres Transportsystem notwendig, um die Waren auf weitere Absatzmärkte zu verteilen. Pferdefuhrwerke kamen auf den unzureichend ausgebauten Straßen schnell an ihre Leistungsgrenze. Die neue Dampfeisenbahntechnologie aus England versprach hierfür eine Lösung. Noch vor der ersten Eisenbahnstrecke in Deutschland schlug der Liegnitzer Regierungsbaurat Krause eine Eisenbahnstrecke von der schlesischen Hauptstadt Breslau nach Berlin und Dresden vor. Doch weil das Projekt nicht rentabel erschien, wurde es nicht realisiert. Der preußische Staat, zu dem Görlitz seit dem Wiener Kongress 1815 gehörte, setzte anfangs noch auf den Ausbau von Chausseen und Wasserstraßen.
Wie in anderen Regionen in Deutschland konstituierte sich 1841 ein Eisenbahnverein, der Verein zur Wahrnehmung der Interessen der Stadt Görlitz bei Anlegung einer Eisenbahn zwischen Breslau und der Elbe. Bereits am 7. Januar 1842 erteilte der preußische König der Berlin-Frankfurter-Eisenbahngesellschaft die Konzession für den Bau einer Strecke von Breslau über Liegnitz und Bunzlau nach Görlitz und weiter bis an die sächsisch-preußische Landesgrenze. Die Beschaffung des benötigten Aktienkapitals misslang jedoch und somit erlosch die Konzession am 8. Januar des Folgejahres. Ende des Jahres 1843 erhielt die Niederschlesisch-Märkische Eisenbahn-Gesellschaft (NME) die Konzession für eine Eisenbahn von Frankfurt (Oder) nach Breslau und für eine Zweigbahn von Kohlfurt nach Görlitz. Im gleichen Jahr schlossen Preußen und Sachsen einen Staatsvertrag zum Bau der Eisenbahnstrecke von Dresden nach Görlitz.

### Der alte Bahnhof

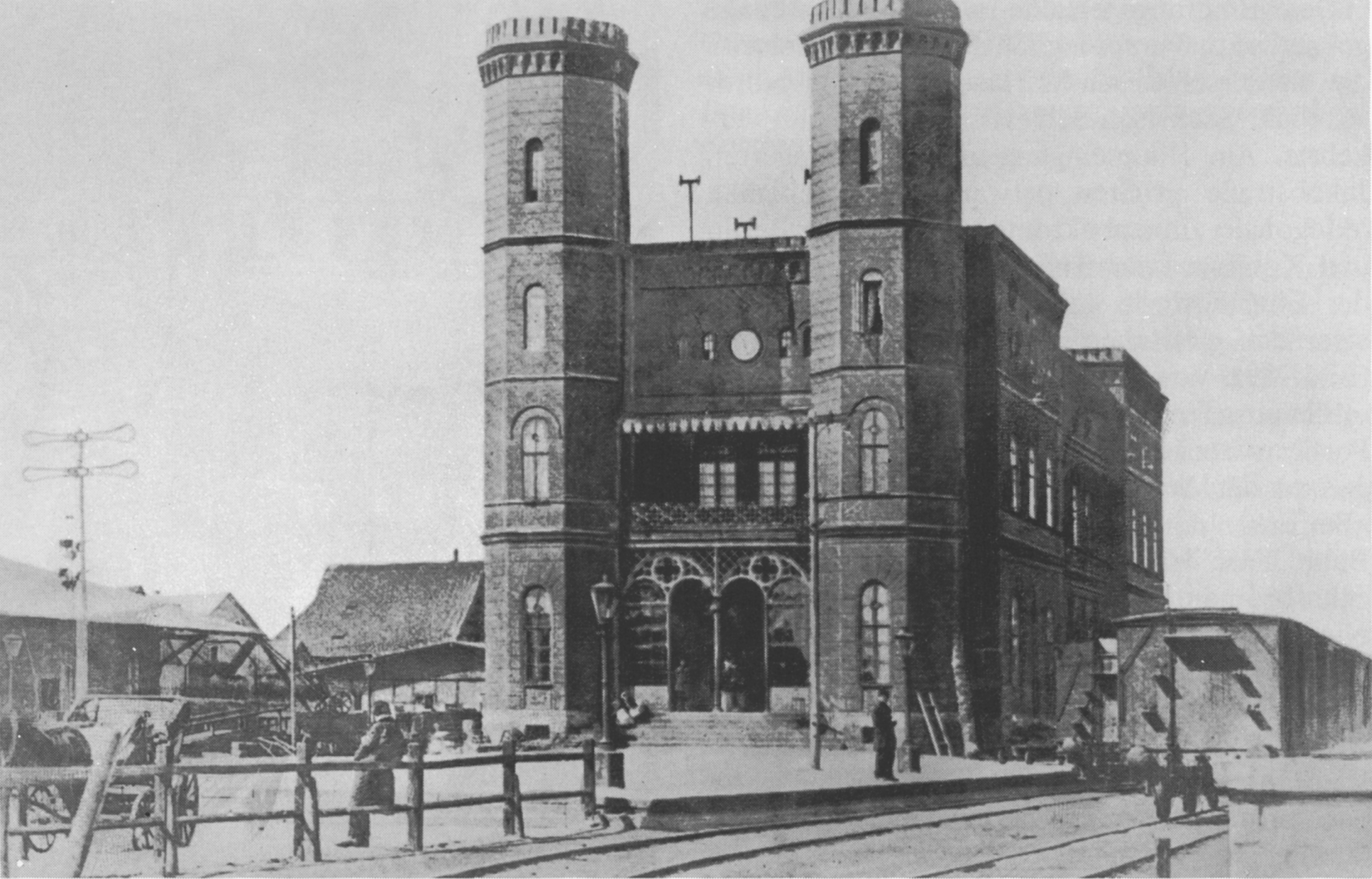
Die Ansicht zeigt den alten Inselbahnhof vor seiner westseitigen Erweiterung 1866 mit den beiden achteckigen Türmen und dem gusseisernen Haupteingang auf der Ostseite (um etwa 1860). Rechts neben dem Empfangsgebäude befindet sich der Perron der Sächsisch-Schlesischen Eisenbahn, links der der Niederschlesisch-Märkischen Eisenbahn.

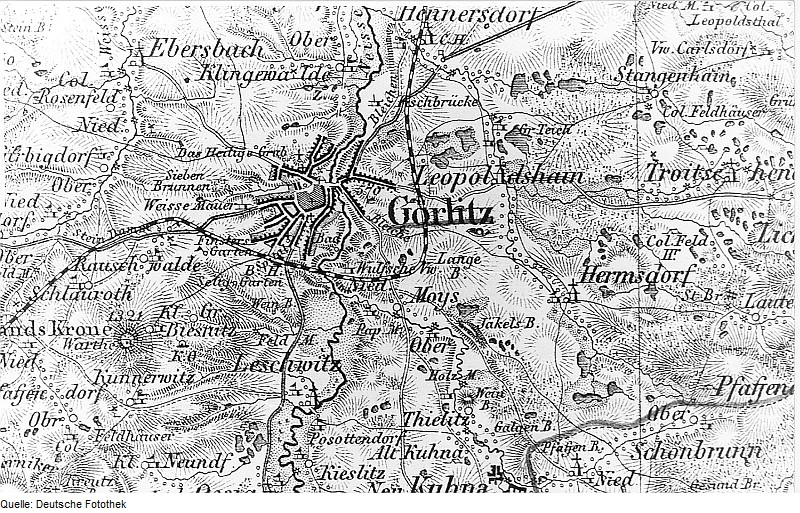
Die Bahnstrecken verliefen damals an der südlichen und östlichen Stadtgrenze.

Im sächsisch-preußischen Staatsvertrag war Görlitz als Verknüpfungspunkt zwischen der Sächsisch-Schlesischen Eisenbahn (SSE) und der Niederschlesisch-Märkischen Eisenbahn (NME) festgelegt. Die anfänglichen Pläne beider Gesellschaften sahen außer separaten Güter- und Lokschuppen auch getrennte Empfangsgebäude vor. Dies wurde jedoch aus Kostengründen verworfen. Man einigte sich auf ein gemeinsames Empfangsgebäude. Der Auftraggeber und Bauausführende war die NME. Dies dürfte auch ein Grund dafür gewesen sein, warum der Haupteingang mit den beiden Türmen in Richtung der Bahnstrecke nach Kohlfurt bzw. damals auch noch in Richtung der preußischen Hauptstadt Berlin zeigte.
Die Grundsteinlegung für den kastellartigen Bahnhof erfolgte im Jahr 1845. Bereits am 1. September 1847 wurde er zeitgleich mit beiden Eisenbahnstrecken feierlich eröffnet. Der Neorenaissancebau stand auf einer Grundfläche von ca. 41,8 × 16,3 Metern und besaß drei Stockwerke. Markant waren seine beiden oktogonalen Türme an der Ostseite des Empfangsgebäudes, die den Haupteingang flankierten. Der heute polnische Bahnhof in Węgliniec (Kohlfurt) ähnelt dieser Bauform. Der ostseitige Hauptausgang führte über den Vorplatz auf die Jacobsstraße. Der Jakobstunnel existierte damals noch nicht und die Bahntrasse nach Kohlfurt überquerte die Jacobsstraße niveaugleich.
Der Bahnhof wurde in Insellage errichtet. Südlich des Gebäudes verliefen die Gleise der Sächsisch-Schlesischen Eisenbahn und nördlich die der Niederschlesisch-Märkischen Eisenbahn. Jede Bahngesellschaft verfügte auf ihrer Bahnhofsseite über einen eigenen Lokomotiv-, Wagen- sowie Güterschuppen. Auch die Drehscheiben und Kohleschuppen waren getrennt. Die sächsische Strecke endete im Osten des Empfangsgebäudes an der Drehscheibe noch vor der Jacobsstraße. Westlich des Empfangsgebäudes verband ein Übergabegleis die beiden Eisenbahnstrecken und ermöglichte den durchgehenden Transport von Gütern zwischen Leipzig und Breslau. Reisende mussten umsteigen.
Die Fahrgäste gelangten durch eine gusseiserne Vorhalle am Haupteingang in die eigentliche Eingangshalle. In ihr befanden sich der Portier, die Polizei, der Fahrkartenschalter und die Gepäckannahme. Von der Eingangshalle führten Durchgänge zum nördlichen und südlichen Bahnsteig und zu den hinteren Wartesälen. Im ersten Stock befanden sich die Büros und die Dienstwohnung des Bahnhofsvorstehers. Im zweiten Stock wohnten weitere hohe Bahnhofsangestellte. Niedrigen Beamten und Tagelöhnern wiederum gehörten die Häuser an der Packhofstraße (heute: Berliner Straße). Der Bahnhof wurde von beiden Bahnbetreibern NME und SSE (ab 1852 Übergang in die preußische bzw. sächsische Staatsbahn) gleichberechtigt verwaltet und genutzt, obwohl die NME weiterhin alleiniger Eigentümer blieb. Im Adressbuch erschienen deshalb auch zwei unterschiedliche Anschriften: Eisenbahnhof der NME, An der Jacobsstraße 844 und Eisenbahnhof der SSE, Salomonstraße 13. Die gemeinsame Bahnhofsverwaltung endete mit dem Friedensschluss nach dem Deutschen Krieg zwischen Preußen und Österreich und dessen Verbündeten. Zu den Verbündeten zählte auch das Königreich Sachsen, das sich nun von Preußen nach der Niederlage die Friedensbedingungen diktieren lassen musste. Dazu zählte, dass die Bahnhofsverwaltung nur noch der Preußischen Staatseisenbahn oblag. Da die technischen Einrichtungen der sächsischen Staatsbahn auf dem Bahnhofsgelände, wie z. B. Lokomotiv-, Güterwagen- und Wagenschuppen, trotzdem unter sächsischer Verwaltung blieben, behielten die sächsischen Beamten im Bahnhof weiterhin ein kleines Dienstzimmer.
Aufgrund der nahen sächsischen Grenze bei Reichenbach war der Görlitzer Bahnhof schon damals eine Grenzstation, an der bis zur Reichsgründung im Jahr 1871 Passkontrollen durchgeführt wurden.

### Die Bahnhofserweiterung 1867 bis 1869

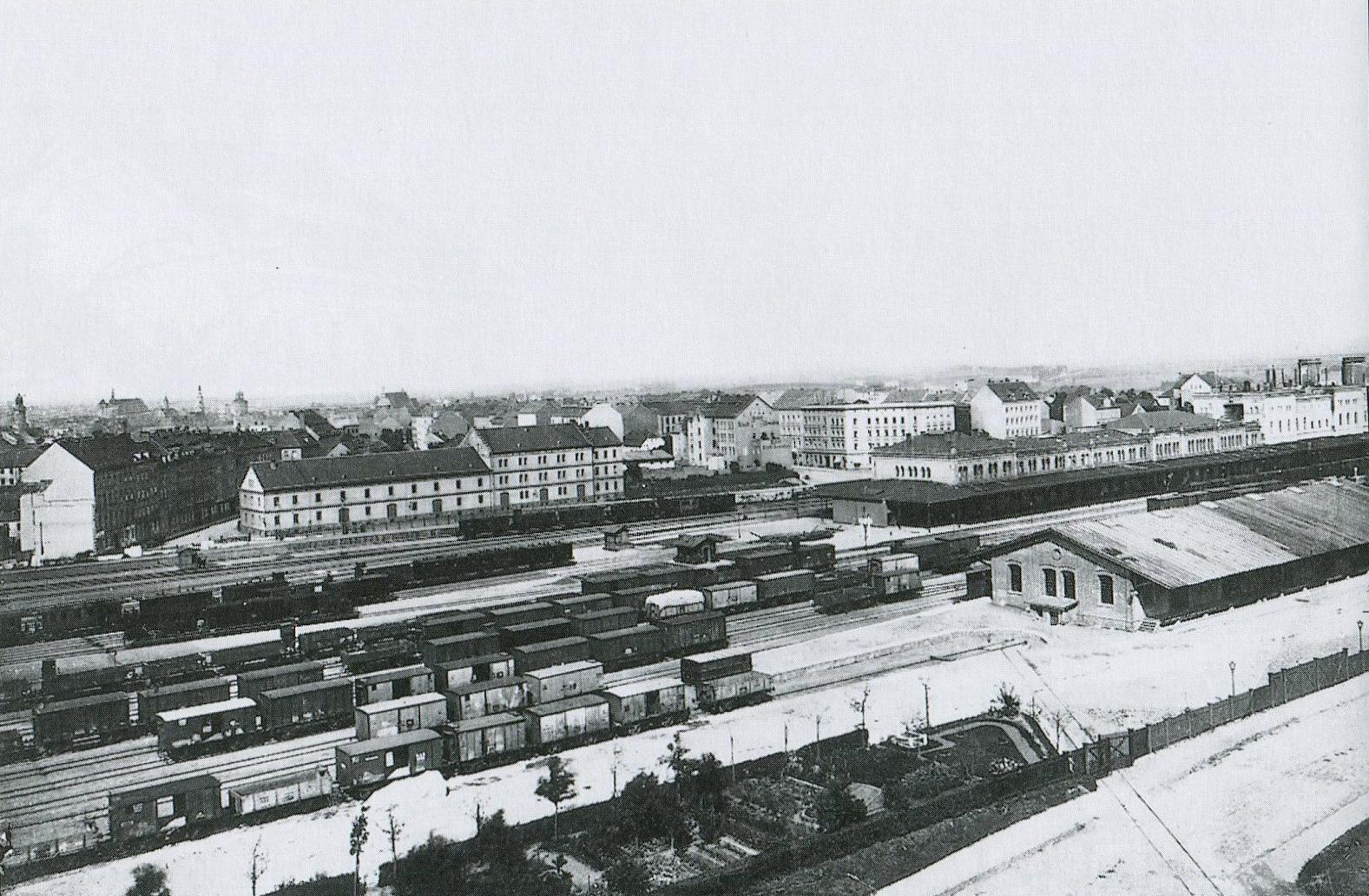
Der westliche Bahnhofsanbau und links im Hintergrund der Packhof

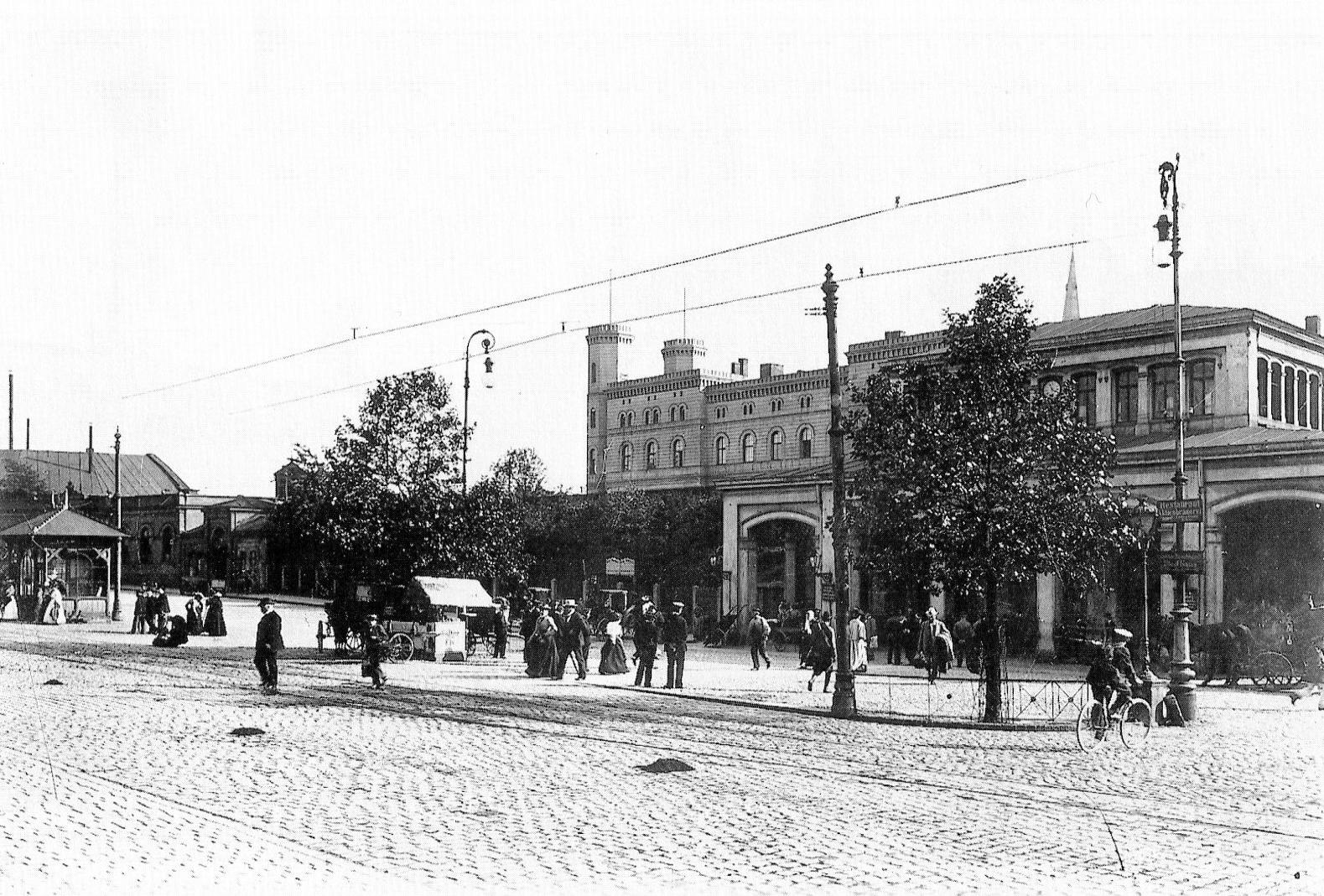
Der Bahnhofsvorplatz mit dem Vorempfangsgebäude an der Bahnhofstraße

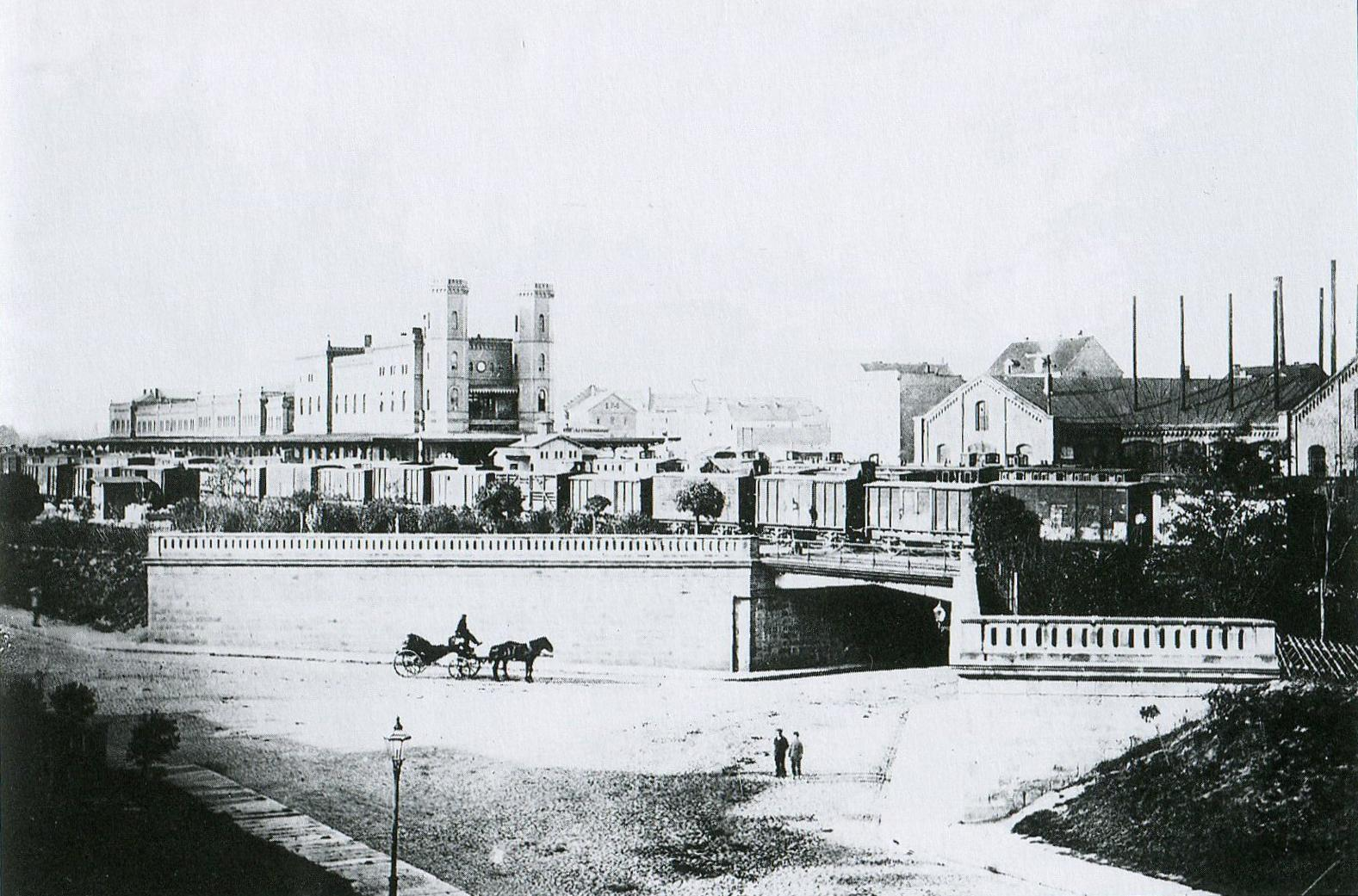
Links: Ostseite des Bahnhofes
Mitte: Jakobstunnel
rechts: der BGE-Lokschuppen

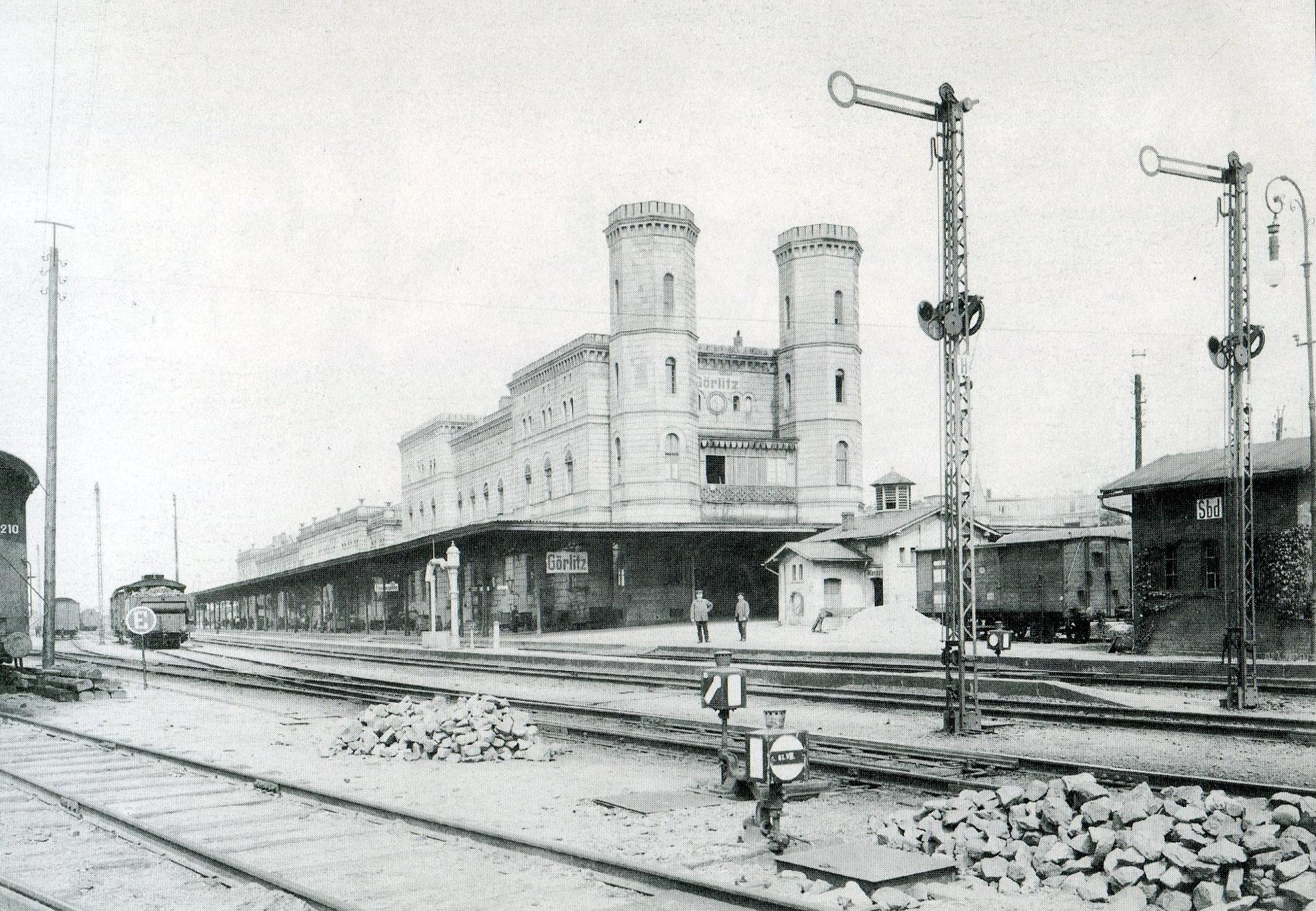
Der alte Bahnhof Görlitz von der Sattigstraße gesehen

Durch den rasch zunehmenden Verkehr und die beiden neu im Bahnhof einmündenden Eisenbahnstrecken, der Schlesischen Gebirgsbahn (Breslau–Waldenburg–Görlitz) und der Berlin-Görlitzer Eisenbahn, war eine Bahnhofserweiterung notwendig. Die niveaugleichen Bahnübergänge am Blockhaus, an der Jakob-, der Salomonstraße und der Rauschwalder Straße stellten ein Hindernis für den innerstädtischen Verkehr dar. Auf der finalen Konferenz mit Angehörigen des städtischen Magistrats und der Eisenbahnen am 8. Dezember 1866 einigte man sich auf die Einzelheiten des Umbaus. Ein für den städtischen Verkehr wichtiger Beschluss war die Unterführung der Jakobsstraße unter den Bahngleisen östlich des Bahnhofs, da der Bahnübergang wegen häufiger Rangier- und Zugfahrten oft geschlossen war. Die ausgehobenen Erdmassen für die 36 Fuß breite Unterführung wurden zur Aufschüttung des Bahnhofsareals und des Brautwiesendammes benutzt. Die im Volksmund als Jakobstunnel bezeichnete Unterführung wurde am 19. November 1868 eingeweiht. Etwa zur gleichen Zeit entstand am Blockhaus eine Straßenbrücke über die Gleise in Richtung des Neißeviadukts. Auch eine schmale Unterführung zwischen innerer (heute Bahnhofstraße) und äußerer Bahnhofstraße (heute Verlängerung der Sattigstraße) wurde angelegt. Sie war die Vorläuferin des Brautwiesentunnels. Andere schienengleiche Überführungen, wie z. B. zwischen Biesnitzer Kommunikationsweg (heute Melanchthonstraße) und Salomonstraße wurden geschlossen. Der Bau eines zusätzlichen Tunnels scheiterte, weil man sich über die Linienführung ab Salomon- oder Krölstraße nicht einig war.
Auch die Einbindung der Berlin-Görlitzer Eisenbahn (BGE) bereitete Schwierigkeiten, da es sich um eine private Gesellschaft handelte. Diese plante anfangs ein separates Empfangsgebäude, einigte sich jedoch später mit der preußischen und der sächsischen Staatsbahn auf einen Anbau an das bestehende Bahnhofsgebäude. Da die Gleisbereiche getrennt bleiben sollten, mussten die Gleisanlagen am Bahnhof umgestaltet werden. Die ehemals sächsische Bahnhofsseite im Norden mit ihrem Bahnsteig wurde von da an von der BGE genutzt. Die sächsische und die preußische Staatsbahn teilten sich den Südperron. Um dem erhöhten Fahrgastaufkommen gerecht zu werden, wurde das Empfangsgebäude durch einen Anbau im Grundriss um das Doppelte auf 1700 m² vergrößert. Der neue Mitteltrakt, auch Vestibül genannt, erhielt einen Personentunnel, der die Unterquerung der Gleise bis zur Bahnhofsstraße in einer Achse mit der Packhofstraße (heute Berliner Straße) ermöglichte. Der umgebaute Bahnhofskomplex wurde am 31. Juli 1869 eröffnet.
Der Zugang zum Personentunnel an der Bahnhofstraße erhielt ein repräsentatives Vorempfangsgebäude. Eine breite Treppe führte in die Empfangshalle, deren Wände mit den Wappen von Berlin, Breslau, Cottbus, Dresden, Görlitz und Hirschberg geschmückt waren. Nachts wurden das Gebäude und der Fußgängertunnel durch mehr als hundert kugelförmige Gaslaternen erleuchtet. In der Halle sorgte ein fünfarmiger Leuchter für Licht. Der frühere Haupteingang an der Ostseite wurde verschlossen. Dort befand sich nun das Wachzimmer der Post, die mittlerweile den ganzen östlichen Trakt gepachtet hatte. Westlich folgten die BGE-Büros auf der Nordseite und die Büros der preußischen Staatsbahn auf der Südseite. An der Ostseite des neuen Vestibüls befand sich die Gepäckabfertigung, gegenüber dem Treppenaufgang die Fahrkartenschalter und auf der Westseite des Vestibüls schlossen sich die Wartesäle und ein Bahnhofsrestaurant an. Im Keller befanden sich Vorrats- und Wirtschaftsräume sowie die Restaurantküche. Im Obergeschoss wohnten der Bahnhofsvorsteher, hohe Beamte und der Bahnhofswirt. Die Bahnsteige erhielten Wellblechdächer. Im Jahr 1899 erhielt auch der Zittauer Bahnsteig eine Überdachung. Die Bahnstrecke aus Seidenberg wurde am 1. Juli 1875 eröffnet. Die in Hagenwerder abzweigende Strecke durch das Neißetal nach Zittau folgte am 15. Oktober des gleichen Jahres.
Mit der Bahnhofsumgestaltung entstanden auch neue Güterschuppen als Typenbauten, an der äußeren Bahnhofstraße (heute Sattigstraße) für die sächsische und preußische Staatsbahn und an der inneren Bahnhofstraße (heute Bahnhofstraße) für die BGE. Nach dem Umbau waren keine Wagenschuppen mehr vorgesehen. Nur die Lokomotiven wurden in Schuppen untergebracht, die für jede Eisenbahngesellschaft neu errichtet wurden. Es wurden drei Ringlokschuppen und jeweils eine Drehscheibe gebaut. Die NME errichtete ihr Lokdepot an der Bahnhofstraße in Höhe der Einmündung der Konsul- und Schillerstraße östlich des Bahnhofs. Die sächsische Staatsbahn baute ihr Depot an der Strecke nach Dresden im östlichen Bahnhofsvorfeld an der Rauschwalder Straße. Auf diesem Areal befindet sich noch das Bahnbetriebswerk Görlitz. Die BGE baute ihren Lokomotivschuppen an der Bahnhofstraße Ecke Jakobsstraße ungefähr dort, wo heute das Postamt steht. Die Stadtverwaltung und die Anwohner kritisierten den Bau wegen der befürchteten Lärm- und Schmutzbelästigung in der Nähe der Wohnhäuser. Die BGE führte als Kompromiss die Rauchabzugskamine überlang aus.
Das Bahnpostamt im Empfangsgebäude erreichte bald seine Kapazitätsgrenzen. Im Jahr 1886 entstand an der Bahnhofstraße zwischen Bahnhofsvorhalle und dem BGE-Lokschuppen für 29.000 Mark ein neues einstöckiges Bahnpostamt. 1877 wurde an der heutigen Sattigstraße zwischen Jauernicker Straße und Melanchthonstraße eine bahneigene Gasanstalt zur Leuchtgasversorgung des Bahnhofs und der Personenwagen errichtet. Sie verfügte über einen eigenen Gleisanschluss zum Transport von Kohle und Abtransport von Teer über eine Wagendrehscheibe. Bis Juni 1913 blieb das Werk in Betrieb. Neben diesen bahntechnischen Einrichtungen entstanden auch kommunale Einrichtungen in unmittelbarer Nähe des Bahnhofes, z. B. der städtische Packhof an der Bahnhofstraße Ecke Salomonstraße, der am 1. Oktober 1850 mit einer Lagerfläche von 2892 Quadratmetern eröffnet wurde. Die Stadt besaß seit 1834 das Packhofrecht, also das Recht, ein von der Zollverwaltung kontrolliertes und zur Niederlage von unverzollten Waren der Kaufleute bestimmtes Lager einzurichten. Einige Kaufleute wünschten sich schon bald einen neuen Packhof näher an den Gleisen, der im Jahr 1873 als Anbau an den preußischen und österreichischen Zollschuppen den Betrieb aufnahm. Er war mit 2379 m² kleiner als der alte Packhof. Die Lagerflächen wurden mit einer dreimonatigen Kündigungsfrist vermietet. Während des Bahnhofsumbaus zwischen 1906 und 1917 musste der Packhof im Jahr 1913 wieder an seinen Ursprungsort zurückkehren.

### Zweiter Umbau 1906 bis 1917

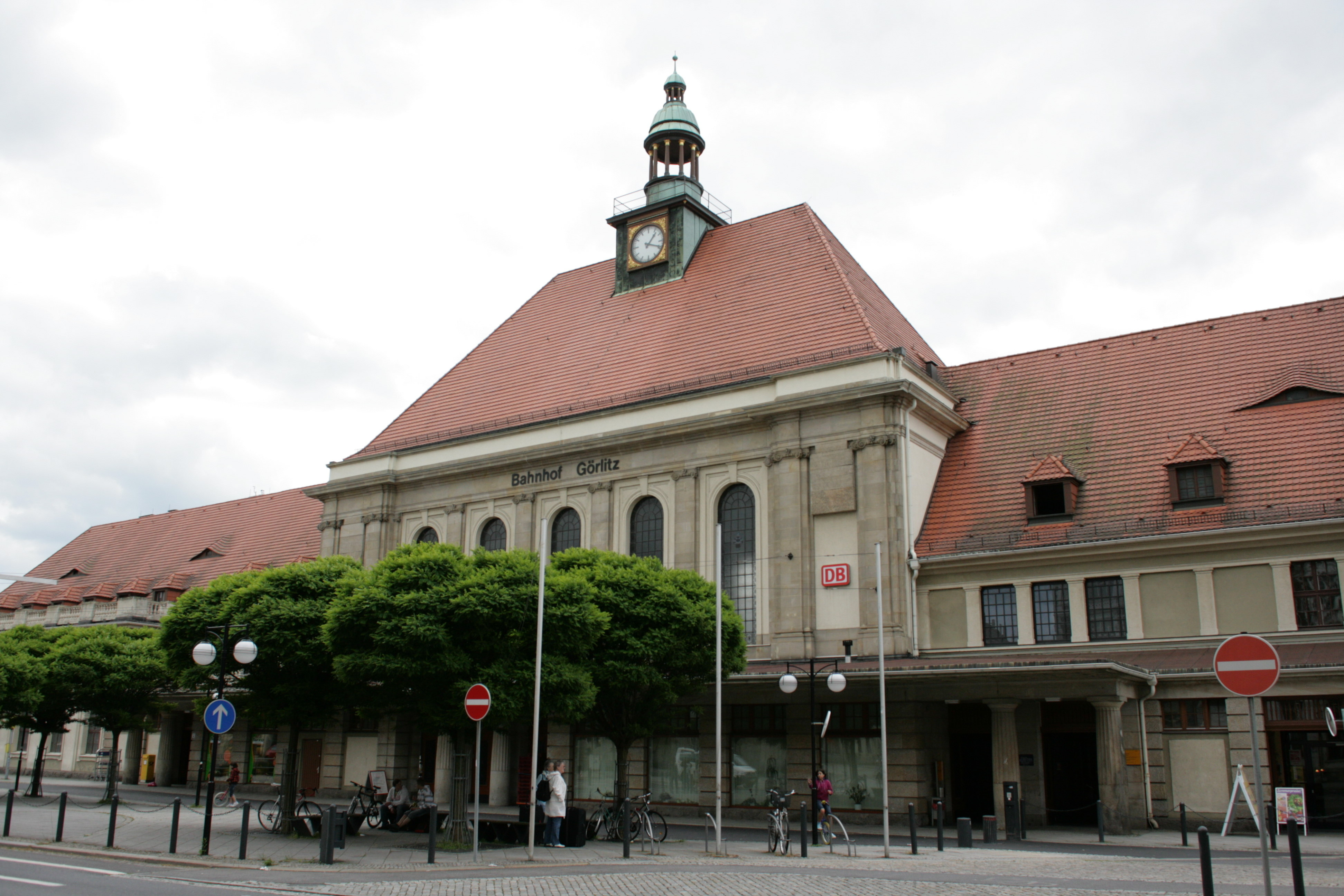
Das Empfangsgebäude an der Bahnhofstraße

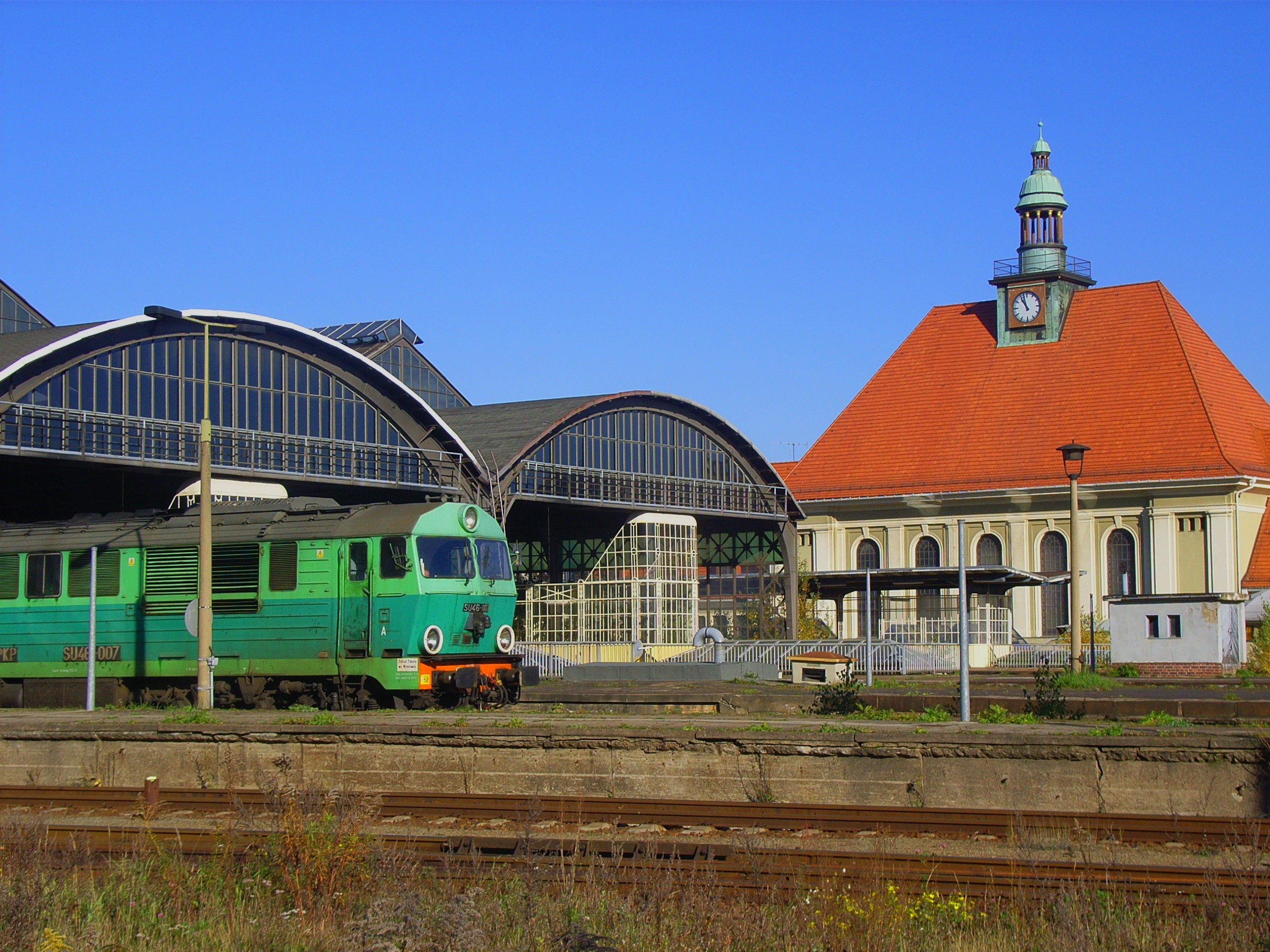
Das Empfangsgebäude von Süden und die Bahnhofshallen mit den verglasten Treppenaufgängen und ausfahrender Diesellokomotive SU46 007 der PKP

Bereits zur Jahrhundertwende reichten die Kapazitäten des Bahnhofs nicht mehr aus, um täglich 112 Reisezüge und 72 planmäßige Güterzüge abzufertigen. Hinzu kamen noch bis zu 26 Sonderzüge an Festtagen und in der Urlaubszeit sowie 24 Bedarfsgüterzüge. Den größten Engpass stellte der zunehmende Güterverkehr dar, weil einzelne Güterabfertigungsbereiche nicht mehr genutzt werden durften, so die Freiladegleise an der Äußeren Bahnhofstraße, da die Rangierabteilungen die Hauptstrecke hätten kreuzen müssen. Vor der Bahnhofserweiterung sollte der Güterverkehr eingestellt werden. Es gab Erwägungen, den Vorortbahnhof Posottendorf-Leschwitz (heute Görlitz-Weinhübel) im Süden als Güterbahnhof auszubauen. Wegen der schwierigen Geländeverhältnisse erhielt ein Standort bei Schlauroth und Rauschwalde den Vorzug. Die Bauarbeiten am Verschiebebahnhof Schlauroth im Westen der Stadt wurden 1906 aufgenommen. 1909 wurde er dem Verkehr übergeben.
Auch bei diesem Umbauprojekt gab es in der Planungsphase Schwierigkeiten, die Wünsche von Eisenbahn und städtischem Magistrat unter einen Hut zu bringen. So sollte z. B. der Gepäcktunnel nach dem Umbau als Personentunnel dienen, da laut Vorschrift der Treppenaufgang in der Mitte des Bahnsteigs enden musste. Das Empfangsgebäude hätte sich dann 16 Meter weiter westlich befunden. Dagegen erhob vor allem der damalige Stadtarchitekt Bedenken, denn der Haupteingang sollte sich in der Flucht der Berliner Straße befinden. Im Jahr 1907 einigte man sich auf einen östlichen Personentunnel und einen westlichen Gepäcktunnel. Weitere Kritikpunkte der Stadt waren der fehlende Zugang zur Südstadt in der Salomonstraße, ein fehlender Durchgang für Reisende zur Südstadt und die nur noch auf der Nordseite befindliche Güterabfertigung. Der Personendurchgang zur Südstadt in der Verlängerung des Personentunnels wurde mit dem letzten Plan vom März 1908 verwirklicht. Die anderen von der Stadt geforderten Änderungen wurden wegen des Betriebsablaufs im Bahnhof oder aus finanziellen Gründen nicht umgesetzt.
Der Umbau begann mit den Gleisanlagen vor allem auf der Westseite. Am beschrankten Bahnübergang an der Rauschwalder Straße wurde das Gleisniveau durch Aufschüttungen so weit gehoben, dass die Gleise über die Straße geführt werden konnten. Die Dresdner Strecke wurde auf den neuen südlichen Brückenträger verlegt. Der Zugverkehr konnte während der Bauarbeiten auf der heutigen Güterzugstrecke nach Schlauroth aufrechterhalten werden. Der südliche Brückenteil für die Dresdner Strecke konnte am 1. Juli 1907 und der nördliche Brückenteil für die Güterzugstrecke zum Schlaurother Güterbahnhof 1909 eröffnet werden. Auch die Berliner Strecke musste 1911 trotz Protesten auf die neue Brücke verlegt werden, die bis 1913 zweigleisig ausgebaut wurde. Die Bahningenieure entwarfen das Bahnhofsvorfeld nach damals neuesten Gesichtspunkten. Von allen Bahnsteigen sollten Ein- und Ausfahrten zu allen Strecken möglich sein. An Stelle der Ladestraße an der Sattigstraße entstand ein Abstellbereich für Reisezüge. Die neue Ladestraße und die Rampen wurden auf dem ehemaligen Gelände der BGE parallel zur Bahnhofstraße bis zum Brautwiesentunnel angelegt. Weitere Entladeplätze entstanden an der Rauschwalder Straße über der Eisenbahnbrücke. Auch die drei Lokschuppen wurden zum Großteil abgebrochen, dafür wurde auf dem Areal des ehemaligen sächsischen Lokschuppens ein modernes Bahnbetriebswerk (Bw) eröffnet. Es verfügte über eine Drehscheibe und eine Schiebebühne. Ab 1912 begannen die Bauarbeiten an den neuen Bahnsteigen südlich des Empfangsgebäudes. Das Gleis 14 erhielt einen Behelfsbahnsteig mit einer Unterführung zum Bahnsteig 12. Dieser trug bis 1945 den Namen Militärbahnsteig, da dort die Militärtransporte abgewickelt wurden und sich die Militärküche befand. Das Gleis 13 diente als Güterzugdurchfahr- und Loklaufgleis. Der vierte neue Bahnsteig konnte erst 1917 nach dem Abriss des alten Bahnhofsgebäudes realisiert werden.
Auf dem nördlichen Bahnhofsvorplatz entstanden 1917 zwei Verkehrshäuschen. In den westlichen mietete sich anfangs der Verkehrsverein Görlitz ein, der hier Blumen und Ansichtskarten verkaufte. Seit 1922 war hier eine Wechselstube untergebracht. Das östliche Häuschen diente der Straßenbahngesellschaft als Wartehalle für die Straßenbahnhaltestelle. Die Häuschen fielen der Umgestaltung des Bahnhofsvorplatzes 1937 zum Opfer.

### Elektrifizierung

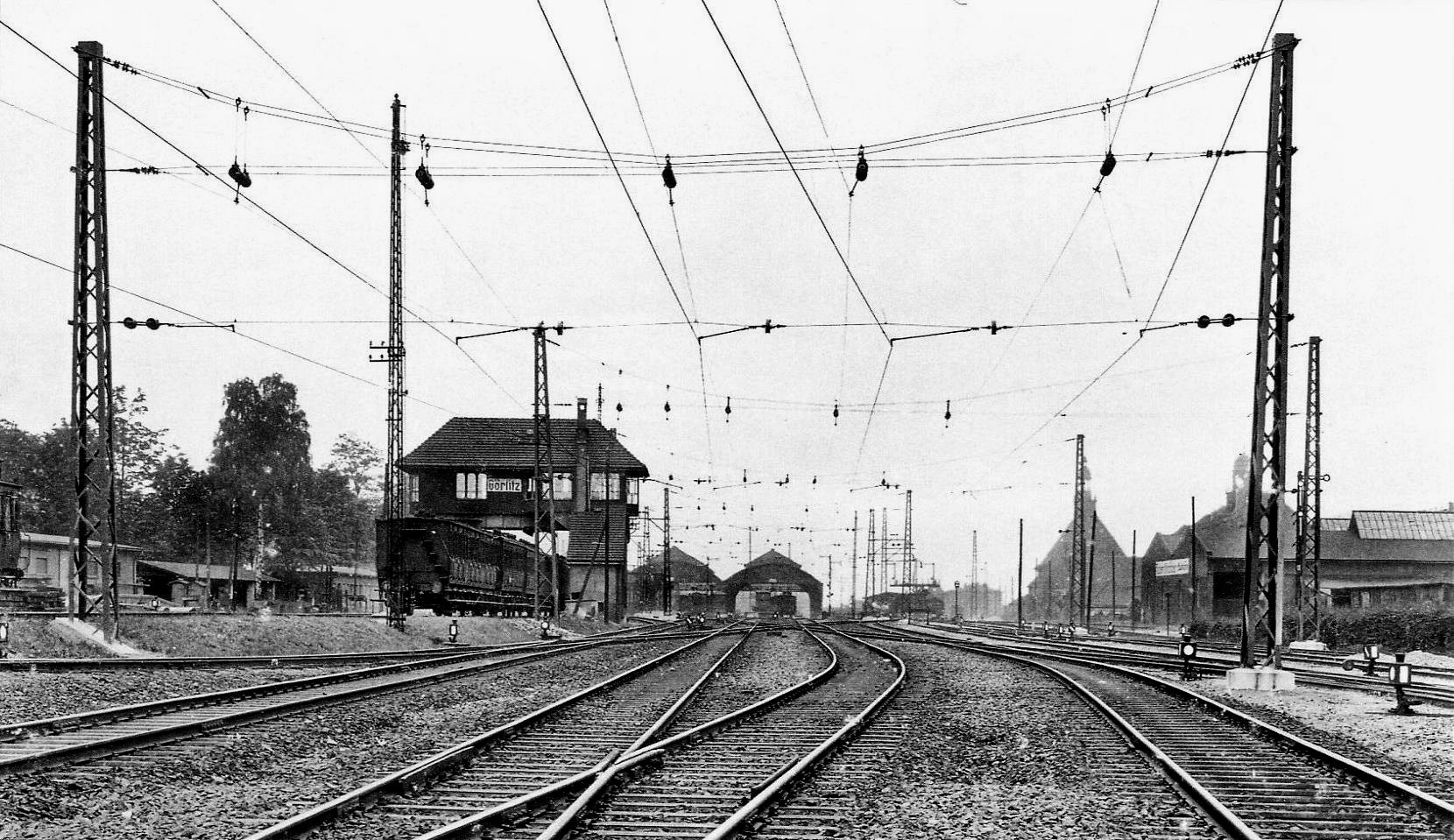
Die Osteinfahrt in den Bahnhof nach der Elektrifizierung 1923, links das Stellwerk Got

Mit der Wende zum 20. Jahrhundert wurde die elektrische Traktion eingeführt. Bei der Preußisch-Hessischen Staatsbahn entschloss man sich, sie auf einer Flachlandstrecke und einer Gebirgsstrecke zu erproben. Die Wahl fiel auf die Strecke Dessau – Bitterfeld in Mitteldeutschland und die Bahnstrecke Nieder Salzbrunn – Halbstadt in Schlesien. Ein Argument für die schlesische Strecke war die billige Steinkohle aus dem Waldenburger Revier, die sich gut zur Stromerzeugung eignete. Auch das preußische Kriegsministerium stimmte zu unter der Bedingung, dass genügend einsatzfähige Dampflokomotiven auf der Strecke vorzuhalten waren. Mit dem Kreditbewilligungsgesetz zur Elektrifizierung der Schlesischen Gebirgsbahn legte der preußische Landtag am 30. Juni 1911 die finanzielle Grundlage zur Elektrifizierung. Die Bauarbeiten begannen 1912. Schon am 2. April 1914 lieferte das Bahnkraftwerk Mittelsteine den ersten Bahnstrom und der elektrische Probebetrieb zwischen Niedersalzbrunn und Halbstadt konnte aufgenommen werden. Der Erste Weltkrieg verzögerte die Elektrifizierung, da das Kupfer für kriegswichtige Zwecke benötigt wurde. Nach dem Krieg wuchs das elektrifizierte Netz in Schlesien weiter an und Görlitz (als Teil der Reichsbahndirektion Breslau) wurde über die Strecke Königszelt – Lauban angeschlossen. Am 1. September 1923 traf der erste von einer Elektrolokomotive gezogene Zug in Görlitz ein, der Schnellzug 192 von Breslau über Hirschberg nach Berlin. In Görlitz mussten weiterfahrende Züge nach Norden, Süden oder Westen umgespannt werden, da Görlitz bzw. später der Verschiebebahnhof der westliche Endpunkt des elektrifizierten schlesischen Netzes war. Güterzüge aus Richtung Lauban konnten ab März 1924 bis zum Verschiebebahnhof Schlauroth elektrisch fahren.

### Zweiter Weltkrieg und Nachkriegszeit
Da die Stadt an einer wichtigen Ost-West-Verbindung lag, rollten seit Kriegsbeginn verstärkt Militärtransporte durch den Bahnhof gen Osten. Von direkten Kriegseinwirkungen blieb der Bahnhof jedoch weitgehend verschont. Zwar überflogen bereits im August 1940 britische Flieger die Stadt und bombardierten verschiedene Ziele, der Bahnhof gehörte jedoch nicht dazu. Erst am 20. Februar 1945 gegen 11.47 Uhr griffen sowjetische Frontflieger den Bahnhof an, hinterließen dabei aber nur geringe Schäden: Eine Bombe riss ein Loch in Dach und Wand des Lokschuppens des benachbarten Bahnbetriebswerks Görlitz. Das Werk besaß einen eigenen Luftschutzkeller. Andere Bahnhofsangestellte suchten bei Fliegeralarm den öffentlichen Luftschutzbunker am Südausgang unterhalb der Jakobuskathedrale auf.
Die näher rückende Front zwang die Verwaltung der Reichsbahndirektion Breslau zur Evakuierung der Dienststellen. Am frühen Morgen des 27. Januar 1945 trafen der Präsident der Reichsbahndirektion und sein Sonderstab mit einem Befehlszug in Görlitz ein. Bis die Sowjetarmee den Ring um die Festung Breslau schloss, verkehrte zwischen beiden Städten täglich ein Triebwagenzug im Kurierverkehr. Der Zug war lediglich Personen mit einem Kurierausweis vorbehalten. Mitte Februar 1945 begann die Verlegung der Direktionsbediensteten in Richtung Erfurt.
Einschnitte im Betriebsablauf gab es vor allem beim elektrischen Betrieb auf der Schlesischen Gebirgsbahn gegen Ende des Krieges, wo wieder ein Mischbetrieb mit Dampf- und Elektrolokomotiven durchgeführt wurde. Im Februar 1945 wurde beim sowjetischen Vorstoß auf die Stadt das Unterwerk Lauban schwer beschädigt. Auch die Fahrleitungsanlagen wurden in Mitleidenschaft gezogen. Mit der Rückeroberung Laubans durch Wehrmachtseinheiten am 9. März 1945 konnte kurzzeitig auf der Strecke Görlitz–Lauban noch einmal der Betrieb aufgenommen werden. Der elektrische Betrieb war jedoch aufgrund der zerstörten Stromversorgung nicht mehr möglich. Auch die verbliebenen fahrbereiten elektrischen Lokomotiven wurden nach Westen abgefahren, um sie vor der vorrückenden Roten Armee in Sicherheit zu bringen. Die Sprengung des Neißeviadukts am 7. Mai 1945 bedeutete das Ende des elektrischen Betriebs auf der Strecke in Richtung Hirschberg. Dabei stürzten drei Bögen des Viadukts ein. Auch die Fahrleitung wurde unterbrochen. Noch bis Ende 1945 hingen die Gleise zwischen den beiden Brückenfragmenten und dienten Flüchtlingen aus dem Osten zur Flucht auf die Westseite der Neiße. Die stromlose Fahrleitung zwischen Viadukt und Rangierbahnhof Schlauroth wurde bereits im Herbst 1945 abgebaut. Die Fahrleitungsmasten hingegen wurden entweder einer neuen Funktion zugeführt oder fielen Verschrottungsaktionen zwischen 1968 und 1970 zum Opfer. Einige Masten wurden als Lademaß genutzt oder dienten noch bis 2011 als Beleuchtungsmasten an der Westausfahrt.
Am 8. Mai 1945 besetzte die Rote Armee die Stadt und brachte auch den Bahnhof unter ihre Kontrolle. Unter dem Stadtkommandanten Gardeoberst Iljitsch Nesterow wurde eine sowjetische Bahnhofskommandantur eingerichtet, die bis Mitte August 1945 den Verkehr um den Bahnhof kontrollierte und steuerte. Der Bahnhof lag nach der Sprengung des Neißeviadukts und aller anderen Neißebrücken der Strecken nach Seidenberg und Zittau im Süden, dem gesprengten Löbauer Viadukt im Westen und der durch die Neißeoffensive der Roten Armee im Norden bei Kodersdorf zerstörten Strecke nach Cottbus vollkommen isoliert. Am 23. Juli 1945 verkehrten wieder zwei Zugpaare bis ins nördlich von Görlitz gelegene Horka. Zwei Tage später konnte wieder bis Weißwasser gefahren werden. Am 6. August 1945 wurde der Pendelverkehr zwischen Löbau Ost, einem provisorischen Haltepunkt am östlichen Brückenkopf des Löbauer Viadukts, und Görlitz wieder aufgenommen. Nachdem das Löbauer und das Bautzner Viadukt wieder provisorisch befahrbar waren, verkehrte am 10. November 1945 der erste Personenzug von Görlitz bis Dresden-Neustadt. Die erste Zugverbindung von und nach Zittau bestand ab dem 9. September 1945. Die Neißetalbahn war damit die erste wieder durchgängig befahrbare Eisenbahnstrecke von Görlitz aus. Im Folgejahr sperrte die polnische Verwaltung die Streckenteile auf ihrem Territorium für den Durchgangsverkehr. Zwischen Görlitz und Hagenwerder wurde nun der Pendelverkehr aufgenommen.
Während des Wiederaufbaus bis einschließlich 1946 ließ die Sowjetunion das zweite Streckengleis auf allen in den Bahnhof einmündenden Strecken und auch Bahnhofsgleise abbauen und das gewonnene Material als Reparationsleistung abtransportieren.
Mit einem Befehl der Sowjetischen Militäradministration vom 11. August 1945 wurde der Eisenbahnbetrieb wieder den deutschen Behörden übergeben. Der Bahnhof gehörte nun nicht mehr zur Reichsbahndirektion Breslau, sondern unterstand seitdem der Reichsbahndirektion Dresden. Auch bei der Gründung der Reichsbahndirektion Cottbus im Jahr 1946 blieb der Bahnhof zunächst unter Dresdner Verwaltung.

### DDR-Zeit und politische Wende

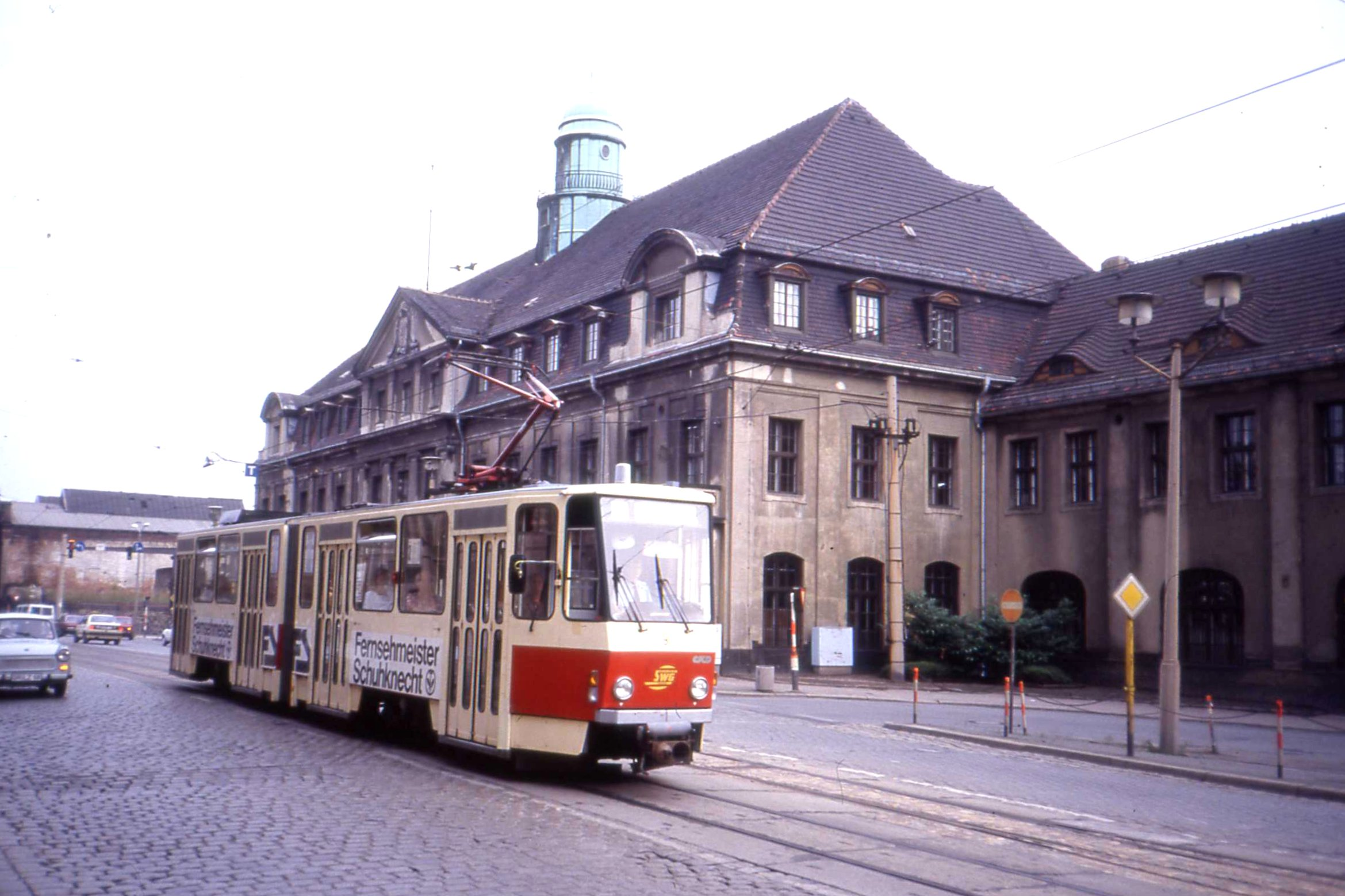
Ein Tatra-Wagen der Görlitzer Straßenbahn vor dem ergrauten Bahnpostamt, 1992

Mit einer Umstrukturierung am 1. Januar 1955 gelangte der Bahnhof zum Direktionsbezirk Cottbus; dort blieb er bis zur Auflösung der Direktion im Oktober 1990. In den 1950er Jahren fand wieder Eisenbahnverkehr in alle Richtungen statt. Seit dem 1. Juli 1948 endeten auch die Züge der Görlitzer Kreisbahn im Görlitzer Bahnhof. Zuvor fuhren die Züge nur bis zum Kreisbahnhof Görlitz West an der Rauschwalder Straße.
Der Bahnhof hatte auch zu DDR-Zeiten große Bedeutung im Fern- und Nahverkehr. Im Jahr 1952 begannen polnische Arbeiter mit dem Wiederaufbau des Neißeviaduktes. Grundlage hierfür war das 1950 geschlossene Görlitzer Abkommen, in dem die DDR und die Volksrepublik Polen die Oder-Neiße-Grenze als Staatsgrenze zwischen beiden Staaten anerkannten. Der grenzüberschreitende Reiseverkehr in das „sozialistische Bruderland“ – die Volksrepublik Polen – über das wiedererrichtete Neißeviadukt wurde am 22. Mai 1957 feierlich aufgenommen. Hierzu wurde der Bahnsteig IV mit den Gleisen 11 und 12 verlängert und 1957/1958 durch die Hochbaumeisterei (Hbm) Görlitz ein Grenzzollgebäude auf der Westseite des Bahnsteigs errichtet. In der Mitte des Bahnsteigs sollte ein Metallzaun den Grenzübertritt ohne Kontrollen unmöglich machen. Deutsche Grenzbeamte und Zöllner kontrollierten die Züge direkt am Bahnsteig. In den 1960er Jahren hielten täglich bis zu sechs internationale Reisezugpaare in Görlitz. Der Lokomotiv- und Personalwechsel fand bis zur Einstellung der letzten lokomotivbespannten grenzüberschreitenden Interregio-Zugpaare am 11. Dezember 2004 in Görlitz statt.
Im Jahr 1956 konnten mit der Zuteilung von Drahtglas die durch den Krieg entstandenen Schäden an der Bahnsteighalle behoben werden. Ab 1985 hielt die Mikroelektronik Einzug. Sämtliche Stellwerke, Rangierlokomotiven und das komplette Rangierpersonal wurden mit Funktechnik ausgerüstet. Die Fahrkartenausgabe erhielt einen rechnergestützten Fahrkartendrucker und Zugang zum elektronischen Platzkartenreservierungssystem. Auch die ersten Fahrkartenautomaten mit Dialogbetrieb wurden im Bahnhof aufgestellt. Mit der politischen Wende im Osten Deutschlands 1989 begann ein starker Ansturm auf die Züge nach Berlin und in die Bundesrepublik. Ab 1991 sank die Zahl der Reisenden stark, da immer mehr Bürger den Individualverkehr bevorzugten.

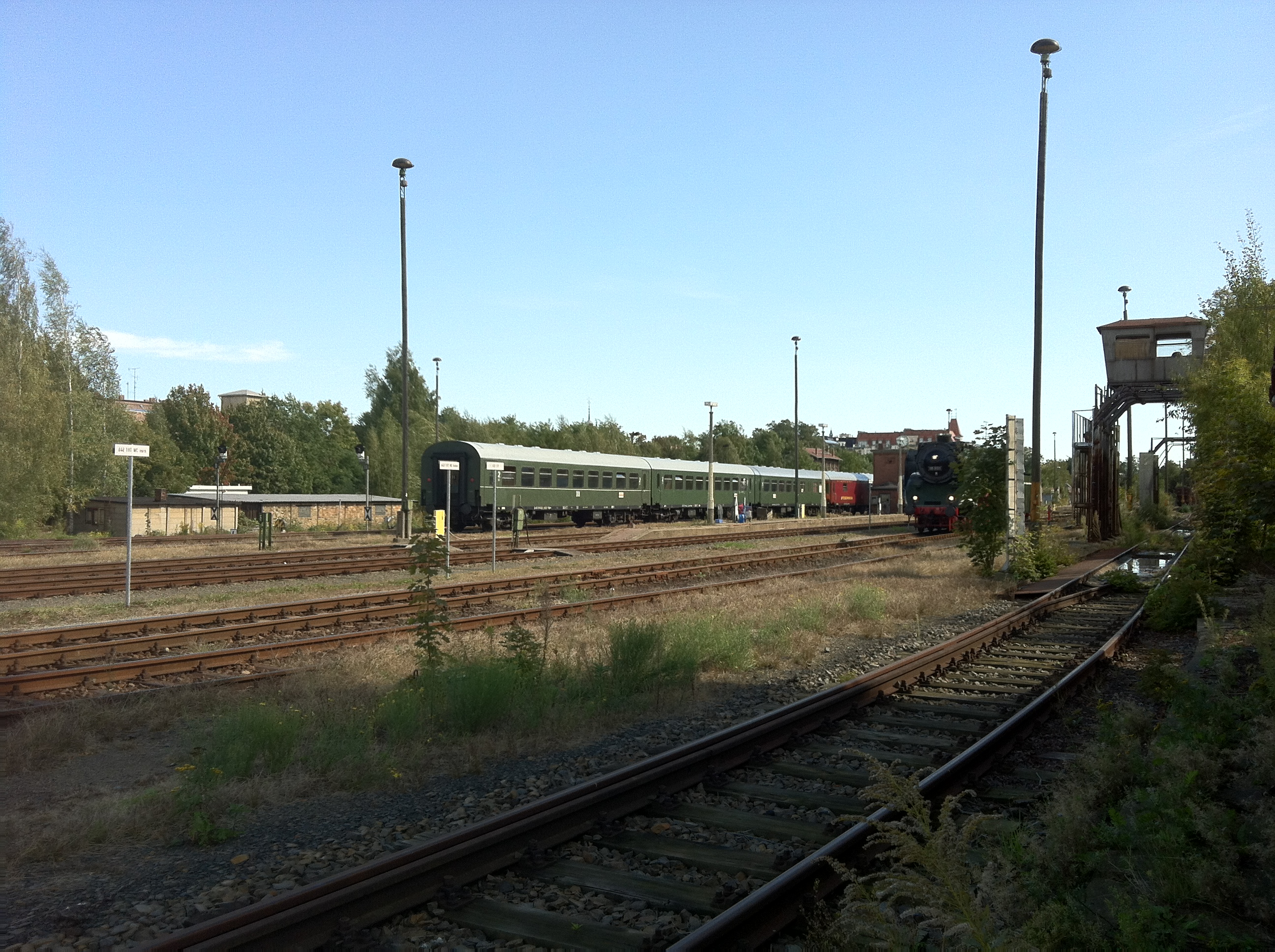
Blick auf die Abstellgruppe mit der Dampflokomotive 18 201; rechts die Großwaschanlage GWA-4

Die Mitarbeiter des Bereiches Technische Anlagen des Bahnwagenbetriebswerkes Löbau (Bww) bauten in den Jahren 1963/1964 die Großwaschanlage GWA-4 im östlichen Abstellbereich des Bahnhofes. Es war die einzige stationäre Außenreinigungsanlage in der gesamten Reichsbahndirektion Cottbus. Die Mitarbeiter der Wagenreinigung waren seit 1945 im Sozialgebäude an der Ostseite des Bahnhofes untergebracht. In den folgenden Jahren entstanden durch die Mitarbeiter des Bereiches Technische Anlagen auch die Druckluftversorgung (1968) und der Schornstein für die Vorheizanlage (1981) des Bahnhofes. Seit 1953 gehörten auch die Wagenmeister nicht mehr zum örtlichen Bahnbetriebswerk. Sie bildeten von nun an den eigenständigen Wagenmeistereiposten Görlitz im Bereich Technischer Wagendienst des Bww Löbau. Die Diensträume waren anfangs in dem Gebäude neben dem Bahnhofswasserturm untergebracht. Später zogen die Mitarbeiter in ein ausgebautes Gebäude am Westende des Bahnsteigs III zwischen den Gleisen 9 und 10. Reichte in der Anfangszeit noch ein Wagenmeister je Schicht aus, so wurde infolge des erhöhten Reise- und Güterzugaufkommens die Besetzung ab 1966 auf drei Wagenmeister pro Schicht erhöht. Der Aufgabenbereich der Wagenmeister umfasste die Prüfung der Reisezug- und Güterwagen auf ihren technischen Zustand, die Bremsprüfung und die Bremsproben. Auch die Überprüfung von Lademaßüberschreitungen und Unfalluntersuchungen gehörten zum Aufgabenspektrum des Wagenmeistereipostens. Fünf Jahre nach der Aufnahme des grenzüberschreitenden Verkehrs nach Polen wurde 1962 in Görlitz auch eine Wagengrenzstelle eingerichtet, die dafür zuständig war, die ein- und ausgehenden Güterwagen zu registrieren sowie die Wagenmieten abzurechnen. Anfang der 1970er Jahre wurden in Görlitz drei Zuggarnituren für den grenzüberschreitenden Verkehr beheimatet. Anfangs wurden dafür Neubauwagen aus dem VEB Waggonbau Bautzen eingesetzt, die Ende der 1970er Jahre durch Wagen aus dem Neubauprogramm des Reichsbahnausbesserungswerks Halberstadt abgelöst wurden. Sie verkehrten von Görlitz zu den westdeutschen Endbahnhöfen in Frankfurt am Main, Köln, München und Stuttgart. Weiterhin war die Abfertigung von sechs grenzüberschreitenden Reisezügen sowie vier Güterzügen von und nach Polen und 66 Reisezügen im Binnenverkehr vorgesehen.
Obwohl 1988 der Dampflokomotivbetrieb bei der Deutschen Reichsbahn auf Regelspur offiziell aufgegeben wurde, konnten noch bis Anfang 1990 Dampflokomotiven der Baureihen 52.80 und 50 am Bahnhof beobachtet werden. Sie wurden bis zur Einführung einer elektrischen Zugvorheizanlage zum Vorheizen von Reisezügen verwendet.

### Entwicklung ab 1990

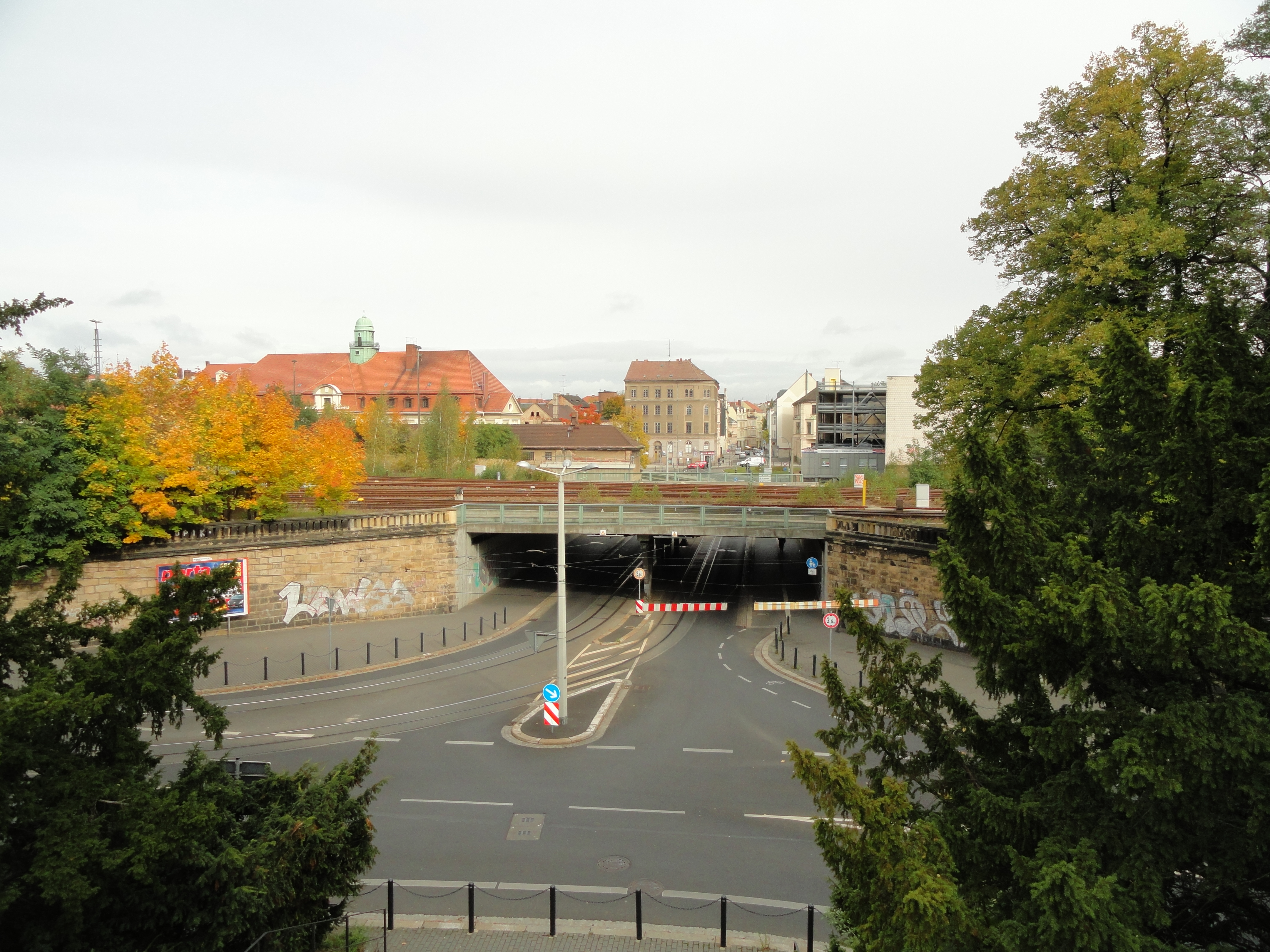
Blick auf den Jakobstunnel. Der südliche Teil der Straßenunterführung entstand neu. Der nördliche Teil wurde abgerissen.

Am 22. November 1991 wurde am Bahnhof Görlitz die erste Bahnhofsmission der neuen Bundesländer eröffnet, nachdem sie in den 1950er Jahren in der DDR geschlossen worden waren. Bis 1995 war sie in einem Bauwagen untergebracht und bezog dann Räumlichkeiten am Südausgang. Erstmals bot eine Vorgängerorganisation der heutigen Bahnhofsmission um die Jahrhundertwende in Görlitz ihre Hilfsdienste an. Damit zählte die Stadt zu den ersten in Deutschland mit einer solchen Einrichtung.
Nach der Wende verlor der Bahnhof an Bedeutung. Im Jahr 1993 wurde die Güterabfertigung geschlossen, zwei Jahre später das Bahnpostamt. Mitte der 1990er Jahre begann der umfassende Umbau der Gleisanlagen. Der Außenbahnsteig mit den Gleisen 3 und 4, zuletzt vor allem von den Zügen in Richtung Zittau genutzt, wurde im Jahr 2000 aufgegeben. Für die Zittauer Bahnlinie wurden die Gleise 7 und 8 benutzt. Die Umgestaltung des Ostkopfes ermöglichte es, den nördlichen Teil des Jakobstunnels abzureißen und den südlichen Teil, über den nun alle nach Osten auslaufenden Gleise führen, durch einen Neubau zu ersetzen. Seit der Inbetriebnahme des elektronischen Stellwerkes (ESTW) Görlitz am 25. Juni 2000 werden die Weichen und Signale von der Betriebszentrale in Leipzig aus gesteuert. Die örtlichen Stellwerke verloren damit ihre Funktion und wurden bis auf das Reiterstellwerk B5 auf dem Westkopf im ersten Halbjahr 2004 abgebrochen. Im Oktober 2009 begannen die Bauarbeiten für den Einbau der Personenaufzüge vom Personentunnel hinauf zu den Bahnsteigen II (Gleise 7 und 8) und IV (Gleise 11 und 12). Der Einbau kostete 1,3 Millionen Euro und war im September 2010 beendet. Zur gleichen Zeit wurden die Türen der Empfangshalle zum Personentunnel und zum Bahnhofsvorplatz mit automatischen Türöffnern ausgestattet.
Im Jahr 2012 wurde die Bahnsteigüberdachung des Bahnsteigs II am östlichen Ende hinter dem Aufzug zum Posttunnel abgebaut. Der Bahnsteig am Gleis 8 und am Stumpfgleis 31 diente einst der Postverladung. Auch der Aufgang vom Personentunnel zum Freibahnsteig wurde verschlossen. Ein Tor verhinderte bereits die Jahre davor den Zutritt von der Treppe auf den Bahnsteig.
Am 25. März 2013 fanden Dreharbeiten für den Film zum Buch „Die Bücherdiebin“ in der Bahnhofshalle statt. Hierzu wurde der Bahnsteig II mit den Gleisen 7 und 8 für den Verkehr gesperrt. Der Bahnsteig wurde hierzu mit historischen Requisiten wie Holzbänken und Hakenkreuzfahnen ausgestattet und in den Bahnhof der fiktiven Romanstadt Molching in den 1930er Jahren verwandelt. Der Bahnsteig wurde auf beiden Seiten von zwei historischen, dampflokbespannten Personenzügen mit sogenannten Donnerbüchsen flankiert.
Mit dem Betreiberwechsel im Ostsachsennetz von der DB Regio zur Vogtlandbahn (heute „Die Länderbahn“, Marke Trilex) im Dezember 2014 wurden im gesamten Verbundraum des ZVON die Fahrkartenautomaten der Deutschen Bahn an den Bahnhöfen und auch im Bahnhof Görlitz abgebaut. Das Reisezentrum der Deutschen Bahn blieb jedoch erhalten. Im März 2015 ließ die Deutsche Bahn auf der östlichen Abstellanlage die Waschanlage abreißen und 200 m Gleis abbauen. Weiterhin wurden sechs Weichen erneuert und zwei ausgebaut.
Aufgrund einer Sondergenehmigung dürfen seit Ende 2015 auch polnische Triebfahrzeuge ohne deutsche Zugbeeinflussungseinrichtung PZB 90 in den Bahnhof Görlitz einfahren. Jedoch ist nach Pressemeldungen ein deutschsprachiger Lotse für den Abschnitt zwischen Zgorzelec und Görlitz vorgeschrieben. Seit dem Fahrplanwechsel am 13. Dezember 2015 verkehren neben den bis zu drei täglichen Zugpaaren des Dresden-Wrocław-Express vier Zugpaare des polnischen Eisenbahnverkehrsunternehmens Koleje Dolnośląskie zwischen Jelenia Góra und Węgliniec.
Am 16. September 2017 veranstaltete die Deutsche Bahn anlässlich des 100-jährigen Jubiläums des Bahnhofsgebäudes ein Bahnhofsfest. Unter anderem stellten die Länderbahn, die Ostdeutsche Eisenbahn, Bombardier Transportation und die ostsächsischen Eisenbahnfreunde Fahrzeuge aus. Weiterhin konnte der Gepäcktunnel besichtigt werden, es gab eine Lesung sowie Ausstellungen.

### Zukunft
Der Bahnhof soll umfassend saniert und modernisiert werden, ursprünglich war hierfür der Zeitraum von 2016 bis 2020 vorgesehen. Hierbei sollen die Empfangshalle saniert und heller gestaltet sowie der Südausgang barrierefrei umgebaut werden. Auch der Bahnsteig an den Gleisen 9 und 10 soll einen Aufzug zum Personentunnel erhalten. Im März 2013 fanden erste Gespräche zu den Umbauarbeiten zwischen dem Verkehrsverbund Oberlausitz-Niederschlesien (ZVON) und der Deutschen Bahn statt. Der genaue Umfang und die Finanzierung der Arbeiten waren zu diesem Zeitpunkt jedoch noch unklar. Nach Schätzungen des Verkehrsverbundes belaufen sich die Investitionskosten auf einem niedrigen zweistelligen Millionenbetrag. Im Januar 2017 wurde bekannt, dass die Deutsche Bahn die Arbeiten an der Bahnhofshalle ausschrieb. Diese beinhaltet die Instandsetzung aller Stahlbauteile, die Erneuerung der Fundamente, die Entwässerung sowie Dacheindeckung mit Verglasung. Der Baubeginn war zwischenzeitlich für das Jahr 2020 vorgesehen und sollte etwa zwei Jahre betragen. Die Planungen für einen Aufzug zu den Gleisen 9 und 10 sollte separat ausgeschrieben werden. Geplant war der Baubeginn zur Modernisierung des Daches, der Fensterfläche und der Beleuchtung im vierten Quartal 2021. Die Deutsche Bahn erhielt jedoch kein zuschlagsfähiges Angebot für diese Arbeiten, wodurch die Sanierung nicht wie vorhergesehen starten konnte und die Bahn eine neue Ausschreibung samt neuer Terminschiene plante. Nach erneuter Ausschreibung konnte die Modernisierung der Bahnsteighalle im März 2023 beginnen. Hierbei soll bis Ende 2025 das komplette Dach, dessen Träger, die Oberlichter, die grünen Fenster und die Beleuchtung erneuert werden. Außerdem wird ein Aufzug vom Personentunnel zum Bahnsteig an den Gleisen 9 und 10 gebaut. Die Gesamtkosten sollen ca. 33,5 Millionen Euro betragen. Mitte November wurde bekannt, dass u. a. infolge von bis dahin unbekannten Hohlräumen unterhalb der Bahnsteighalle sowie zu ersetzenden korrodierten Stahlträgern zu Verzögerungen im Zeitplan kommen wird. Weiterhin wurde bekannt, dass während der Hallenbauarbeiten über den nördlichen Gleisen 7 und 8 der ehemalige Außenbahnsteig an den Gleisen 3/4 reaktiviert werden soll. Der Aufgang ist aktuell durch Spanplatten vom Personentunnel verschlossen. Aktuell verfügt der Bahnsteig jedoch über keine Bahnsteiggleise mehr.
Im März 2021 wurde bekannt, dass die Deutsche Bahn den Abriss des ehemaligen SSE-Übernachtungsgebäudes (zuletzt: Wagenmeistereiposten) neben dem Wasserturm am nordöstlichen Ende der Melanchthonstraße sowie von Teilen des Eilgutschuppens südlich der Bahnsteighalle plant.

#### Erneute Elektrifizierung
Während die aus Polen kommende Strecke seit 2019 bis zur Grenze auf dem Neißeviadukt elektrifiziert ist, fehlt rund ein Kilometer auf deutscher Seite bis zum Bahnhof Görlitz, sodass elektrische Züge aus Polen den Bahnhof weiterhin nicht erreichen können.
Deutsche und polnische Vertreter trafen sich am 30. Mai 2018 in Görlitz zu einem Fachgespräch zur Elektrifizierung des Bahnhofes Görlitz. Zu den Teilnehmern zählten u. a. der sächsische Staatssekretär Hartmut Mangold, der stellvertretende Abteilungsleiter im Ministerium für Infrastruktur der Republik Polen, der Görlitzer Oberbürgermeister Siegfried Deinege sowie der Bundestagsabgeordnete Stephan Kühn. Der polnische Vertreter wies auf den Abschluss der Elektrifizierung der Strecke von Węgliniec nach Zgorzelec bis Dezember 2019 hin und auf die Tatsache, dass damit beim Dresden-Wrocław-Express voraussichtlich ab diesem Datum ein Umsteigen in Zgorzelec notwendig sein wird. Die Elektrifizierungslücke zwischen Zgorzelec und Görlitz – „dem natürlichen Ziel der Elektrifizierung“ – steht auch einem seitens des polnischen Verkehrsministeriums geplanten Intercity-Zugpaar Warschau–Görlitz entgegen. Auch entspräche der Realisierungszeitraum von zehn Jahren nicht der Wichtigkeit dieses Projektes. Der Görlitzer Oberbürgermeister, der Bundestagsabgeordnete Kühn sowie der Freistaat Sachsen wie auch die Woiwodschaft Dolny Sląsk richteten an die Bundesregierung die Forderung nach einem klaren Bekenntnis zum Anschluss Ostsachsens an das elektrifizierte Eisenbahnnetz.
Aufgrund fehlender Perspektive für die Streckenelektrifizierung durch den Bund finanziert der Freistaat Sachsen nun die nötigen Vorplanungen und Baugrunduntersuchungen. Konkret ist geplant, den Außenbahnsteig für die Gleise 3 und 4 wieder in Betrieb zu nehmen und diese sowie die Gleise 7 und 8 mit dem polnischen Stromsystem (3 kV Gleichspannung) zu elektrifizieren. Die Gleise 9 bis 13 sollen mit dem deutschen Wechselstromsystem elektrifiziert werden. Kurze Systemtrennstellen sind am östlichen Ende von Gleis 9 sowie an den westlichen Enden der Gleise 3 und 8 geplant. Der Ersatzneubau für die baufällig gewordene alte Blockhausstraßenbrücke über die Strecke von Zgorzelec wurde mit einer Lichtraumerweiterung als Voraussetzung für die Streckenelektrifizierung realisiert.
Entsprechend einer Absichtserklärung zwischen Freistaat Sachsen und dem Bundesverkehrsministerium vom 23. September 2021 soll der Streckenabschnitt zwischen Zgorzelec als derzeitigen Endpunkt der mit 3 kV Gleichspannung elektrifizierten polnischen Bahnnetzes und dem Bahnhof Görlitz ebenfalls mit dem gleichen Spannungssystem elektrifiziert werden, um den polnischen Zügen die Durchbindung bis auf die deutsche Seite zu ermöglichen. Die Bauarbeiten zur Schließung der ca. 1300 m langen Elektrifizierungslücke bis zur polnischen Grenze auf dem Neißeviadukt sollen im Sommer 2025 beginnen. Eine Aufnahme des elektrischen Bahnbetriebs ist im Dezember 2026 vorgesehen.
Im November 2024 wurde vom EBA der Planfeststellungsbeschluss veröffentlicht.

## Bauwerke

### Empfangsgebäude

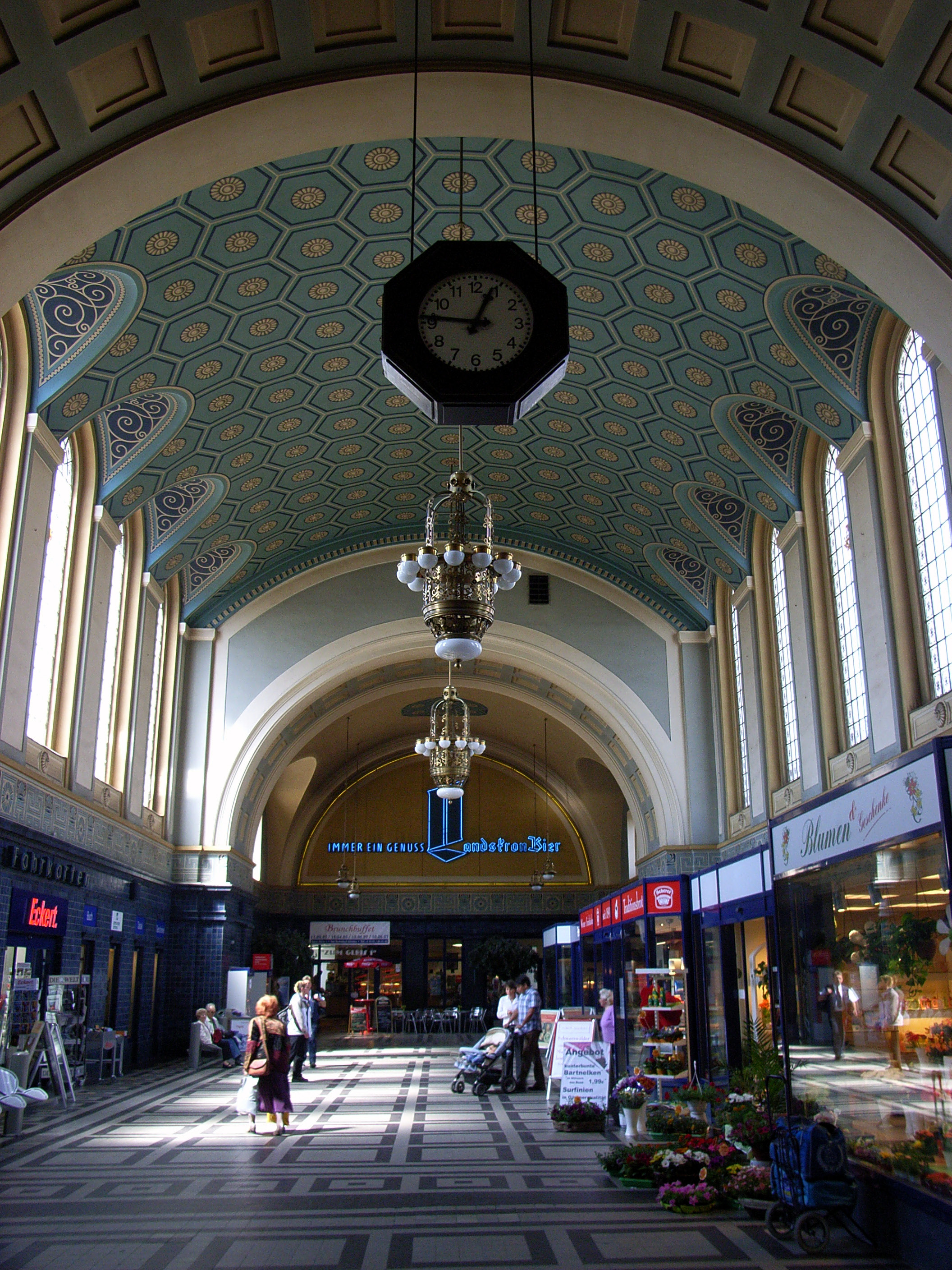
Blick in Richtung der Westseite der Empfangshalle mit der achteckigen Bahnhofsuhr und den beiden imposanten Deckenleuchten

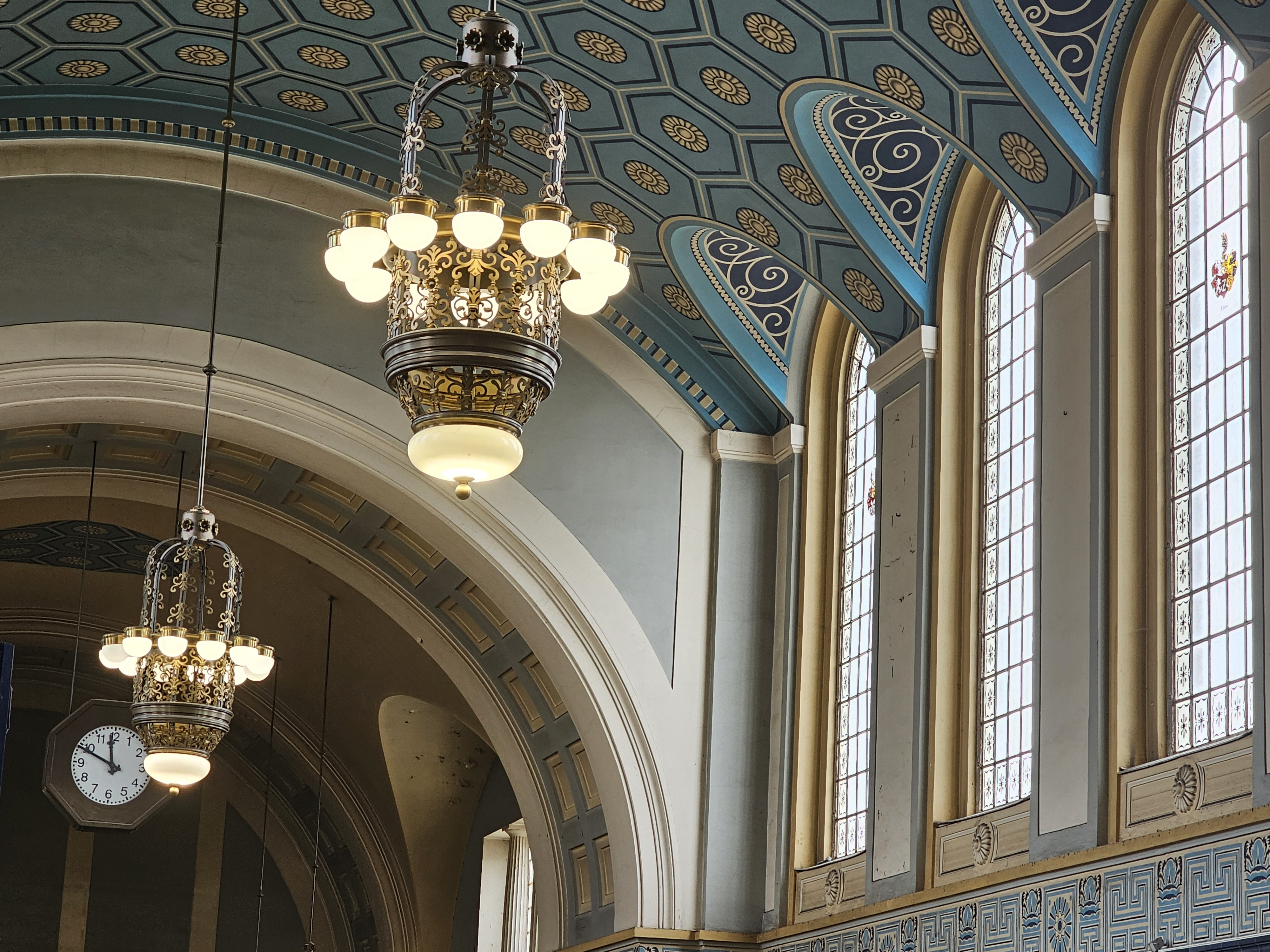
Innenansicht Bahnhof Görlitz (Detail)

Das von Architekt Alexander Rüdell und Regierungsbaumeister Gotthard Eckert entworfene Empfangsgebäude ist in seinem äußeren Erscheinungsbild dem früheren Empfangsgebäude des Dortmunder Hauptbahnhofs nachempfunden. Es wurde am 6. September 1917 eingeweiht und kostete 600.000 Mark. Auf dem Dach thront der Uhrenturm, der bis zur Spitze 38,4 Meter hoch ist und dessen nach Norden und Süden zeigende Zifferblätter 1,85 Meter messen. Die Plattform des Turms erhebt sich 32 Meter über Straßenniveau. Die Haupthalle mit ihrem 13,4 Meter hohen Tonnengewölbe bildet den Dreh- und Angelpunkt des Bahnhofs. Durch jeweils fünf große Hallenfenster auf der Nord- und Südseite fällt Tageslicht in die Halle. Die Fenster auf der Südseite waren früher mit den Wappen von Görlitz, Schlesien und der Oberlausitz und die auf der Nordseite mit den Wappen von Deutschland, Preußen und Sachsen geschmückt. Bei der Restaurierung der Hallenfenster 1993 wurden in die Fenster die Stadtwappen der Städte des Oberlausitzer Sechsstädtebundes eingelassen. 1984 wurde das Gebäude unter Denkmalschutz gestellt und die Empfangshalle in ihren Originalzustand zurückversetzt. Nach der Wende wurden 1991 die Toiletten auf den neusten Stand gebracht; 1993 wurde ein modernes Reisezentrum eingerichtet.
In der Empfangshalle sind einige Einzelhändler, ein Reisezentrum der Deutschen Bahn mit zwei Schaltern, ein Autovermieter sowie eine kleine Information untergebracht. Der ehemalige südliche Wartesaal wird unter dem Namen Gleis 1 für kulturelle Veranstaltungen, u. a. Lesungen oder Feiern, genutzt. Anfangs gab es zwei getrennte Wartesäle für die Reisenden der ersten und zweiten sowie der dritten und vierten Wagenklasse. Der Wartesaal für die dritte und vierte Klasse hatte den rustikalen Charakter einer Bauernstube mit einer grobschlächtigen, grüngebeizten Holzverkleidung. Der Holzkronleuchter war mit einem geschnitzten Bahnhofspförtner, einem Dienstmann, einem Handlungsreisenden und einer Spreewälderin verziert. Über einem Wandbrunnen aus Ton stand der Spruch: In Zuversicht auf Deutschlands Sieg ward hier gebaut trotz Not und Krieg. Der Spruch verweist auf den Ersten Weltkrieg, als das Empfangsgebäude entstand. Der Warteraum für die erste und zweite Klasse hatte eine rotgebeizte Wandverkleidung, viel Schmuck, bemalte Fenster und stilvolle Leuchten.
Bei der Eröffnung befand sich der Fahrkartenschalter in der Mitte der Südseite der Halle, wie noch über den Türen des Zeitungsladens zu lesen ist. Nach der Wende wurde dort das Reisezentrum eingerichtet, das später in die Verkaufsräume an der Nordseite umzog.
Im Jahr 1954 wurde der mittige Haupteingang teilweise, ab 1958 komplett geschlossen. Die beiden Seiteneingänge dienen als Hauptzugänge der Halle. 1958 wurde die achteckige Hallenuhr verschrottet und es entstanden die nördlich in der Halle befindlichen Containerbauten für die Wechselstube der Staatsbank und ein Kiosk. Bei den denkmalpflegerischen Arbeiten in der Bahnhofshalle 1985 wurde eine neue Hallenuhr im alten Stil angebracht. Dächer und Fassaden wurden erst nach der Wende 1993 im Vorfeld des Tages der Sachsen in der Stadt saniert und kosteten insgesamt 5,8 Millionen Mark.

### Bahnhofshalle, Bahnsteige und Personentunnel

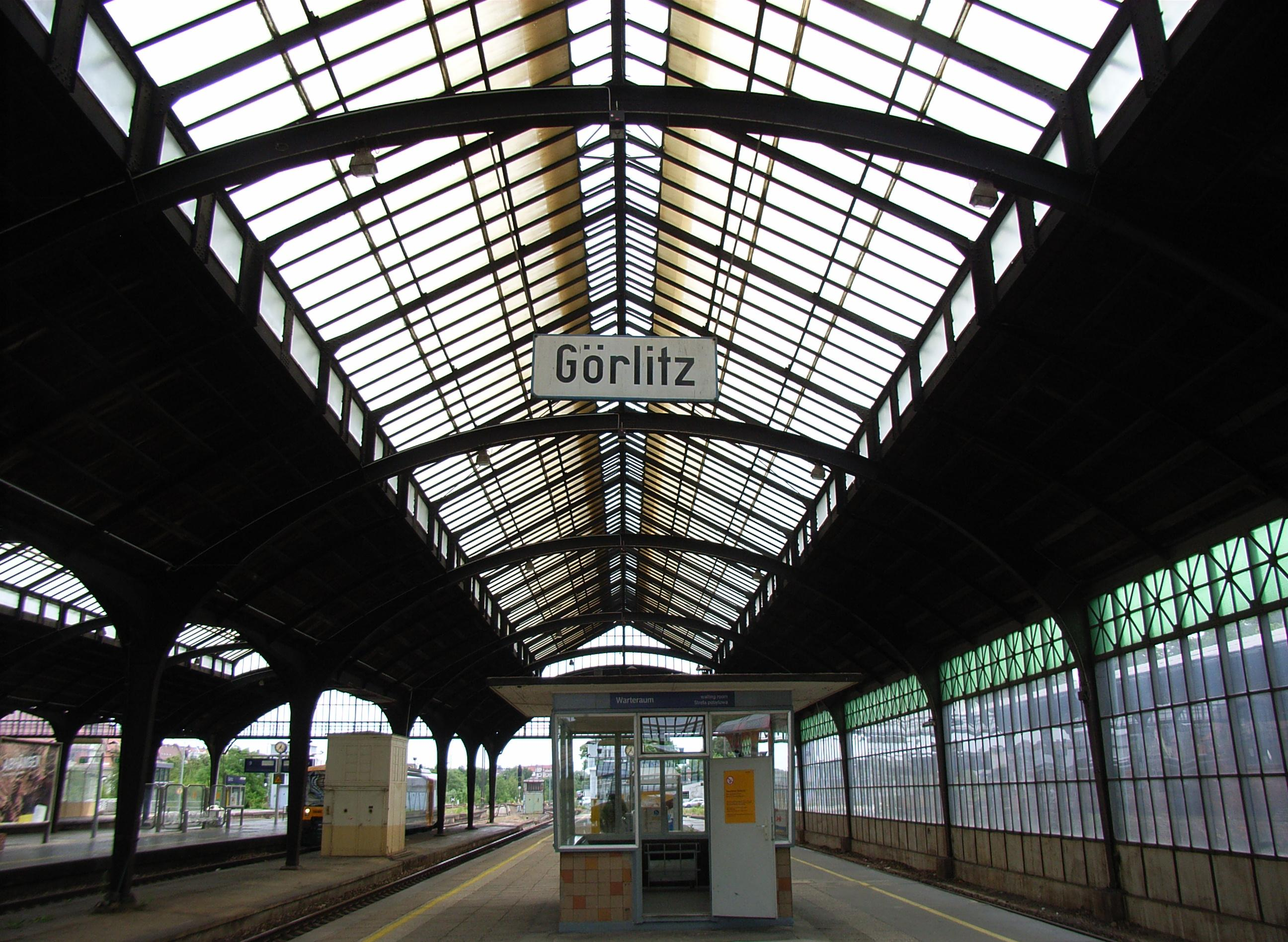
Blick in Richtung Osten auf den Bahnsteig IV mit Warteraum sowie den Gleisen 11 und 12

Dass der Görlitzer Bahnhof eine Bahnhofshalle besitzt, ist dem Stadtrat Hertzog zu verdanken. Zuerst sollte jeder Bahnsteig mit separaten Bahnsteigüberdachungen versehen werden. Hertzog vertrat gegenüber dem Ministerium die Meinung, dass unter den hiesigen Windverhältnissen schwache und betagtere Reisende von einer Windbö erfasst und auf die Gleise geschleudert werden könnten. Man einigte sich auf die Überdachung der südlichen vier Gleise. So entstand anfangs nur eine zweischiffige Halle. Die Stadt bewilligte jedoch einen Zuschuss von 60.000 Mark, um sie um ein weiteres Schiff erweitern zu können. Die Fertigstellung der Hallenkonstruktion war für 1914 geplant. Der Termin konnte jedoch wegen des Ersten Weltkrieges nicht eingehalten werden. Die südlichen zwei Hallen wurden 1916 fertiggestellt. Da der Bahnsteig III stark von Militärzügen frequentiert wurde, konnte die komplette Halle erst 1917 übergeben werden.

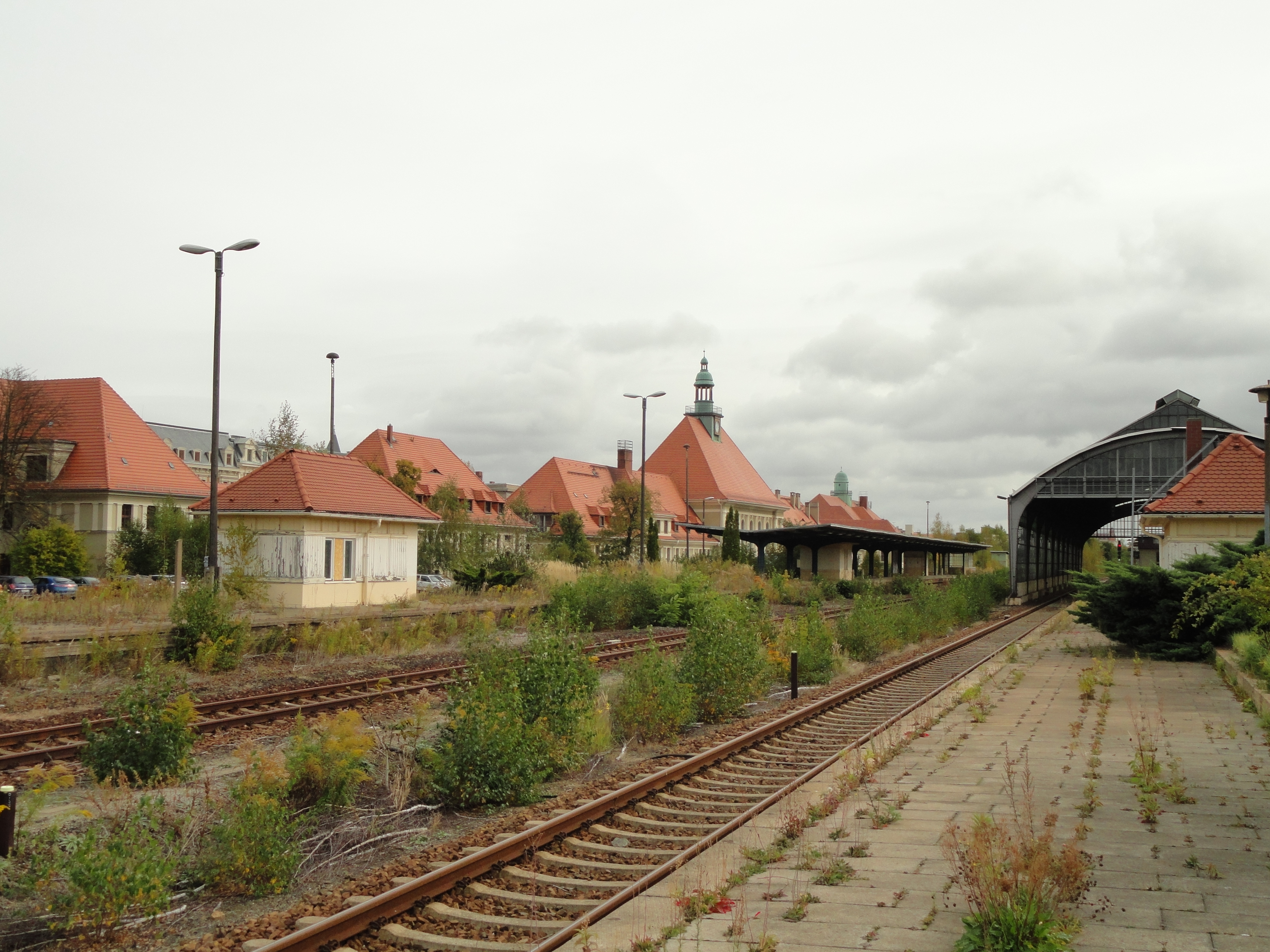
Blick von der Bahnsteigkante am Gleis 7 auf den Außenbahnsteig

Die dreischiffige Bahnhofshalle überspannt die Bahnsteige II bis IV mit den Gleisen 7 bis 12. Lediglich der Bahnsteig I mit den Gleisen 3 und 4 liegt außerhalb der Bahnsteighalle und erhielt eine separate Bahnsteigüberdachung. Dieser Bahnsteig wurde im Juni 2000 geschlossen. Die Gleise 3 und 4 wurden im April 2006 abgebaut, somit kann der Bahnsteig nicht mehr genutzt werden.
Der Bahnhof verfügt nunmehr über sechs in Betrieb befindliche Bahnsteiggleise, die Gleise 7 bis 12. Die Nummern der Gleise 1 und 2 sowie 5 und 6 erscheinen nicht auf den Gleisanzeigern. Diese für Rangier- und Durchfahrten vergebenen Gleise befanden sich zwischen dem Außenbahnsteig und der Bahnhofshalle bzw. dem Empfangsgebäude. Das Gleis 6 fiel vermutlich bereits den sowjetischen Reparationsforderungen zum Opfer. Es verlängerte das zweite Streckengleis vom Verschiebebahnhof und Ausbesserungswerk in Schlauroth.

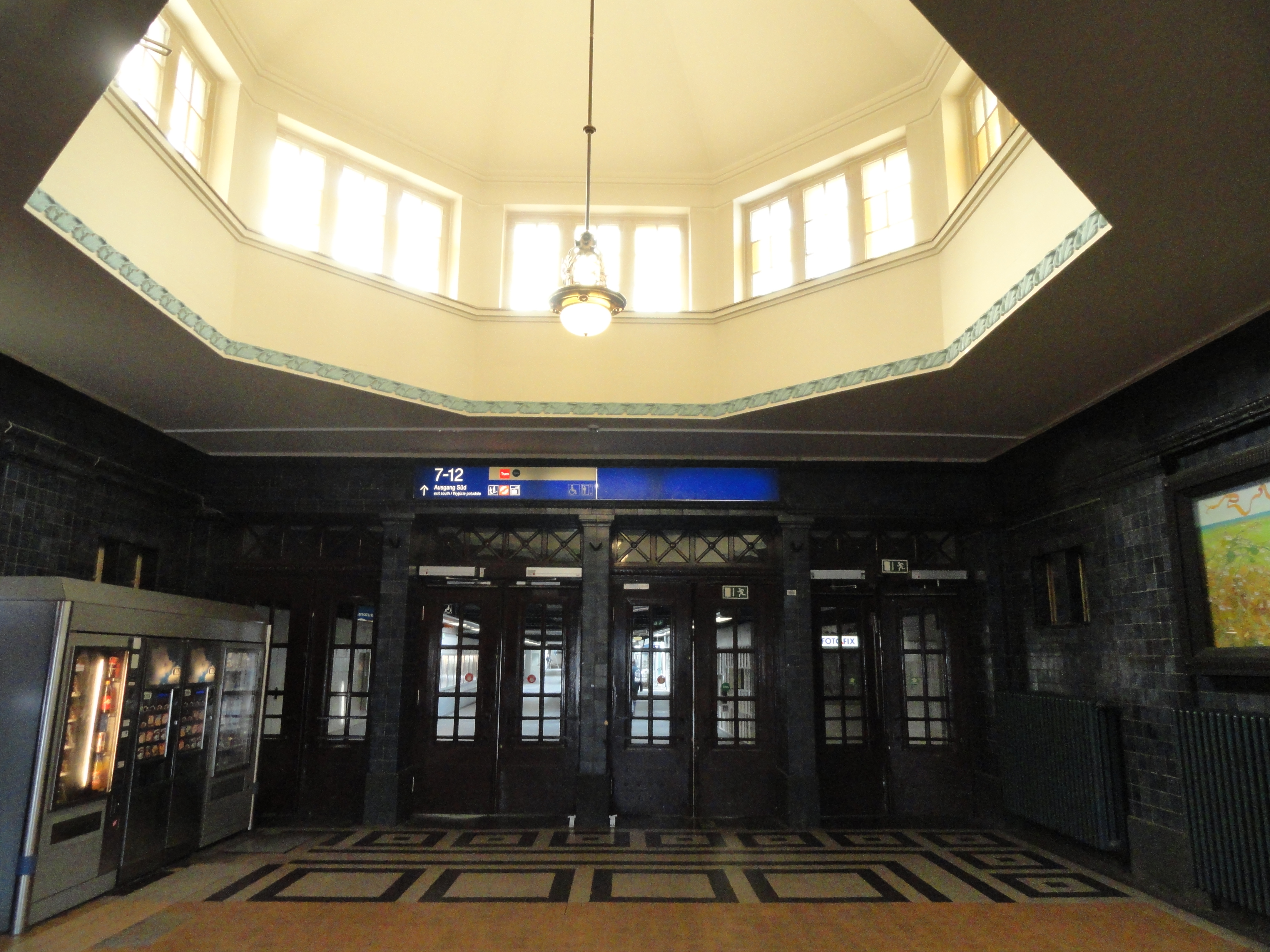
Zugang von der Empfangshalle zur Personenunterführung

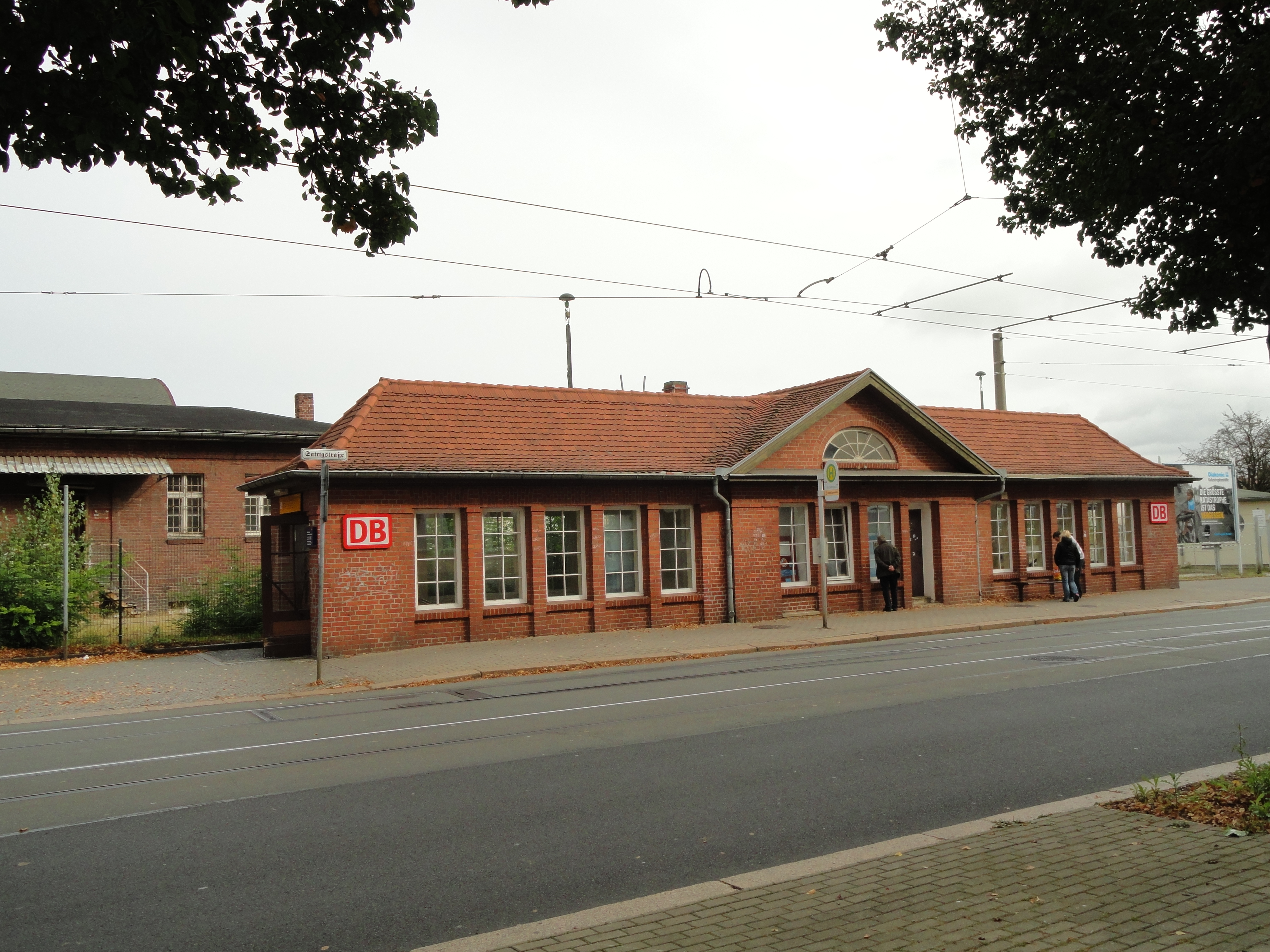
Südausgang an der Sattigstraße mit Straßenbahnhaltestelle

Im September 2010 wurde an den Bahnsteigen der Gleise 11/12 und 7/8 jeweils ein Aufzug vom Personentunnel hinauf zur Bahnsteigplattform eröffnet. Der Bahnsteig der Gleise 9/10 verfügt schon seit längerer Zeit über einen Treppenschrägaufzug. Während des Aufzugsbaus auf der Ostseite des Personentunnels wurden auch die beiden äußeren Flügeltüren vom Personentunnel zur Haupthalle sowie die beiden Türen auf der östlichen Seite von der Haupthalle zum Bahnhofsvorplatz mit elektrischen Türöffnern versehen. Der Personentunnel führt von der Bahnhofshalle vorbei an den Gleisaufgängen zum sogenannten Südausgang, einem kleinen Gebäude, das die ost- und westwärts hinaufführenden 21 Treppenstufen zur Sattigstraße vor der Witterung schützt. In der Mitte des Baus befinden sich auf Straßenniveau Büros. Der Personentunnel ist neun Meter breit, verengt sich jedoch auf dem südlichen Abschnitt zwischen dem Aufgang zum Bahnsteig der Gleise 11/12 und dem Südausgang auf vier Meter Breite. Die Unterführung ist 2½ Meter hoch. In der Mitte des Personentunnels gegenüber den Aufgängen zu den Bahnsteigen befand sich bis 1962 ein Sanitätsraum des Deutschen Roten Kreuzes. 1962 zog in diese Räume ein Intershop ein, der jedoch 1970 mit der Mitropa in das Empfangsgebäude zog. Zwischenzeitlich befand sich im ehemaligen Sanitätsraum ein Bistro, heute sind dort die Diensträume der Ostdeutschen Eisenbahn (ODEG) untergebracht.
Parallel zum Personentunnel verläuft östlich der Posttunnel. Er ist dreieinhalb Meter breit, beginnt im Postgebäude und führt südwärts zu den Bahnsteigen. Fünf Aufzüge verbinden den Posttunnel mit den Bahnsteigen I, II und IV sowie die Versorgungsbahnsteige zwischen den Gleisen 8 und 9 sowie 10 und 11. Westlich des Personentunnels befindet sich der Gepäcktunnel. Er ist viereinhalb Meter breit und führt vom Empfangsgebäude zum Eilgutschuppen an der Sattigstraße. Auch vom Gepäcktunnel führen Aufzüge zu den Bahnsteigen.
Bereits für die Nutzung des Personentunnels wurde eine Bahnsteigkarte erforderlich. In drei Passimeterkabinen auf der Empfangsgebäude- und zwei auf der Südseite, auf Grund ihres Aussehens auch Badewannen genannt, kassierten Bahnbeamte die Gebühr für die Karten. Im Jahr 1920 kosteten sie 20 Pfennig. Der Preis stieg 1922 auf eine Mark und infolge der Inflation vertausendfachte sich der Preis. Während des Zweiten Weltkriegs konnte der Tunnel kostenfrei passiert werden, da er direkt zum Luftschutzbunker auf dem Sattigplatz führte. Jedoch wurde mittig entlang des Tunnels ein Maschendrahtzaun aufgebaut, der den Passanten den Zutritt zu den Bahnsteigen versperrte. Der Zaun bestand bis etwa 1960.
Die folgende Tabelle führt die Bahnsteiggleise des Bahnhofes auf und ordnet ihnen u. a. die früher übliche Bahnsteignummer, ihre nutzbare Länge, ihre Bahnsteighöhe sowie die hauptsächlich angefahrenen Ziele (2010 und vor 1945) zu.
| Gleis | ehem. Bahnsteignr. | Ort           | Nutzbare Länge (in m) | Bahnsteighöhe (in cm) | Aktuelle Nutzung                        | Ursprüngliche Nutzung                         |
| ----- | ------------------ | ------------- | --------------------- | --------------------- | --------------------------------------- | --------------------------------------------- |
| 3     | I                  | Freibahnsteig | –                     | –                     | aktuell keine Nutzung                   | von/nach Zittau und Seidenberg                |
| 4     | I                  | Freibahnsteig | –                     | –                     | aktuell keine Nutzung                   | von/nach Zittau und Seidenberg                |
| 7     | II                 | Bahnhofshalle | 287                   | 55                    | von Cottbus / nach Zittau               | von/nach Berlin und Hirschberg                |
| 8     | II                 | Bahnhofshalle | 343                   | 55                    | von Zittau / nach Cottbus               | von/nach Berlin und Hirschberg                |
| 9     | III                | Bahnhofshalle | 324                   | 55                    | von/nach Hoyerswerda und Bischofswerda  | von/nach Dresden und Breslau                  |
| 10    | III                | Bahnhofshalle | 324                   | 55                    | nach Breslau und von/nach Bischofswerda | von/nach Dresden und Breslau                  |
| 11    | IV                 | Bahnhofshalle | 385                   | 55                    | von/nach Dresden                        | von/nach Kohlfurt (Nahverkehr) und Hirschberg |
| 12    | IV                 | Bahnhofshalle | 385                   | 55                    | von/nach Dresden                        | von/nach Kohlfurt (Nahverkehr) und Hirschberg |

### Bahnpostamt

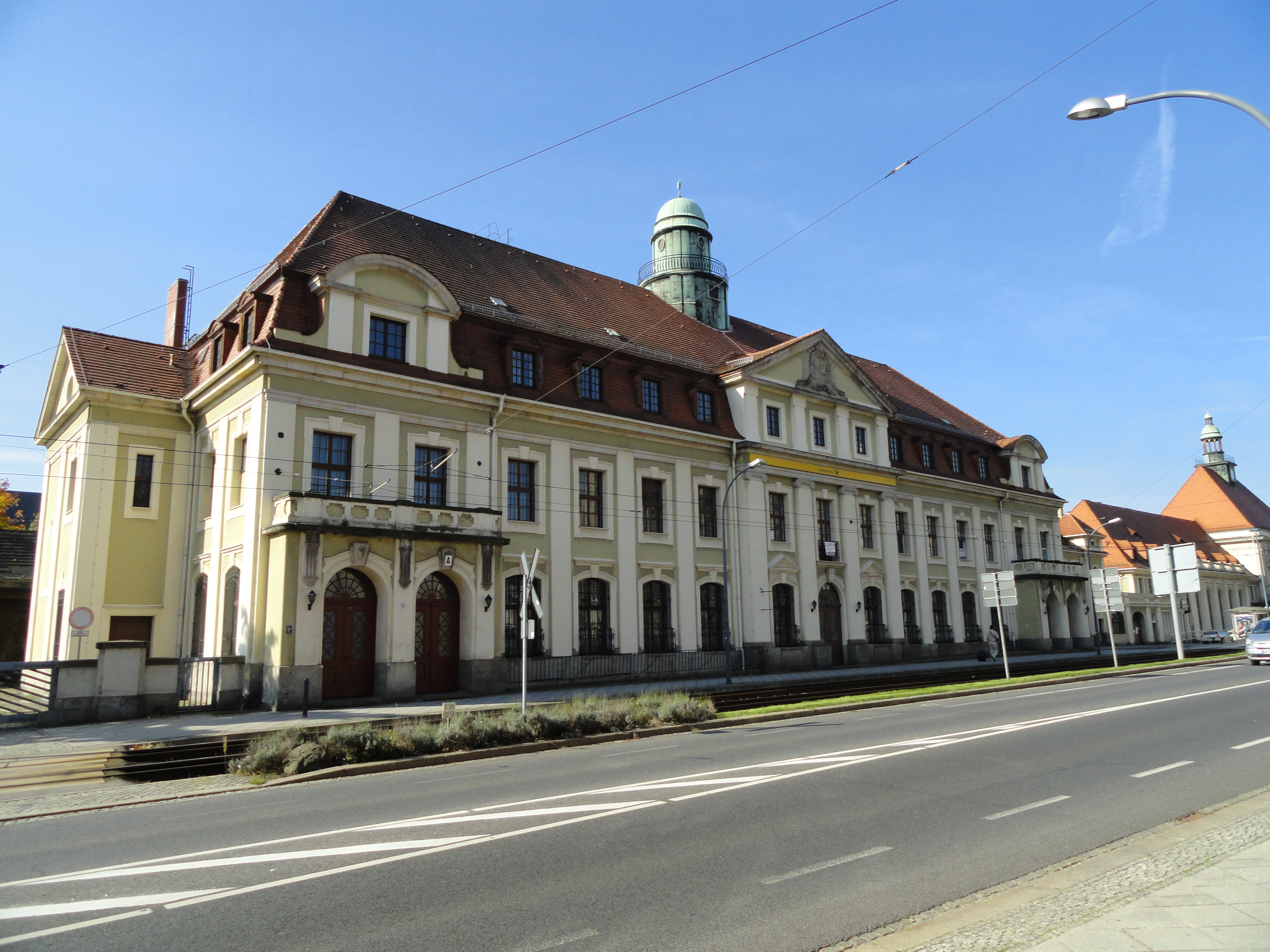
Das Bahnpostamt bildet den östlichen Flügel des Bahnhofskomplexes.

Die Post eröffnete bereits am 15. September 1847 eine Zweigstelle im damaligen Bahnhofsgebäude. Ihre Hauptaufgabe war es, die Post im Wechselverkehr zwischen NME und SSE auszutauschen. Die Dienststelle wurde 1850 wegen zu geringem Postaufkommen geschlossen und am 1. Dezember 1863 wiedereröffnet. Die Post nutzte mittlerweile den gesamten östlichen Flügel des alten Empfangsgebäudes. Während des Deutschen Krieges zwischen Preußen und Österreich und Sachsen als österreichischem Bündnispartner stellte das Grenzpostamt bis zum 1. Januar 1869 seinen Dienst ein. Nach der Reichsgründung 1871 erhielt das nun kaiserliche Reichspostamt am 1. April die amtliche Bezeichnung Görlitz 3. Die starke Bevölkerungszunahme in den Wohnvierteln um den Bahnhof erforderte größere Räumlichkeiten. So baute die Post für 29.000 Mark zwischen Bahnhofsgebäude und BGE-Lokschuppen ein eigenes Domizil. Auch dieses Gebäude musste dem Bahnhofsneubau 1913 weichen. Am 15. Mai 1915 wurde das Hauptpostamt 1 trotz des Kriegsausbruches 1914 nach etwa zwei Jahren Bauzeit eröffnet. Es war eines der ersten neuen Gebäude des Bahnhofskomplexes an der Bahnhofsstraße und kostete die Post vom Grundstückserwerb bis zum fertiggestellten Gebäude mehr als 660.000 Mark.

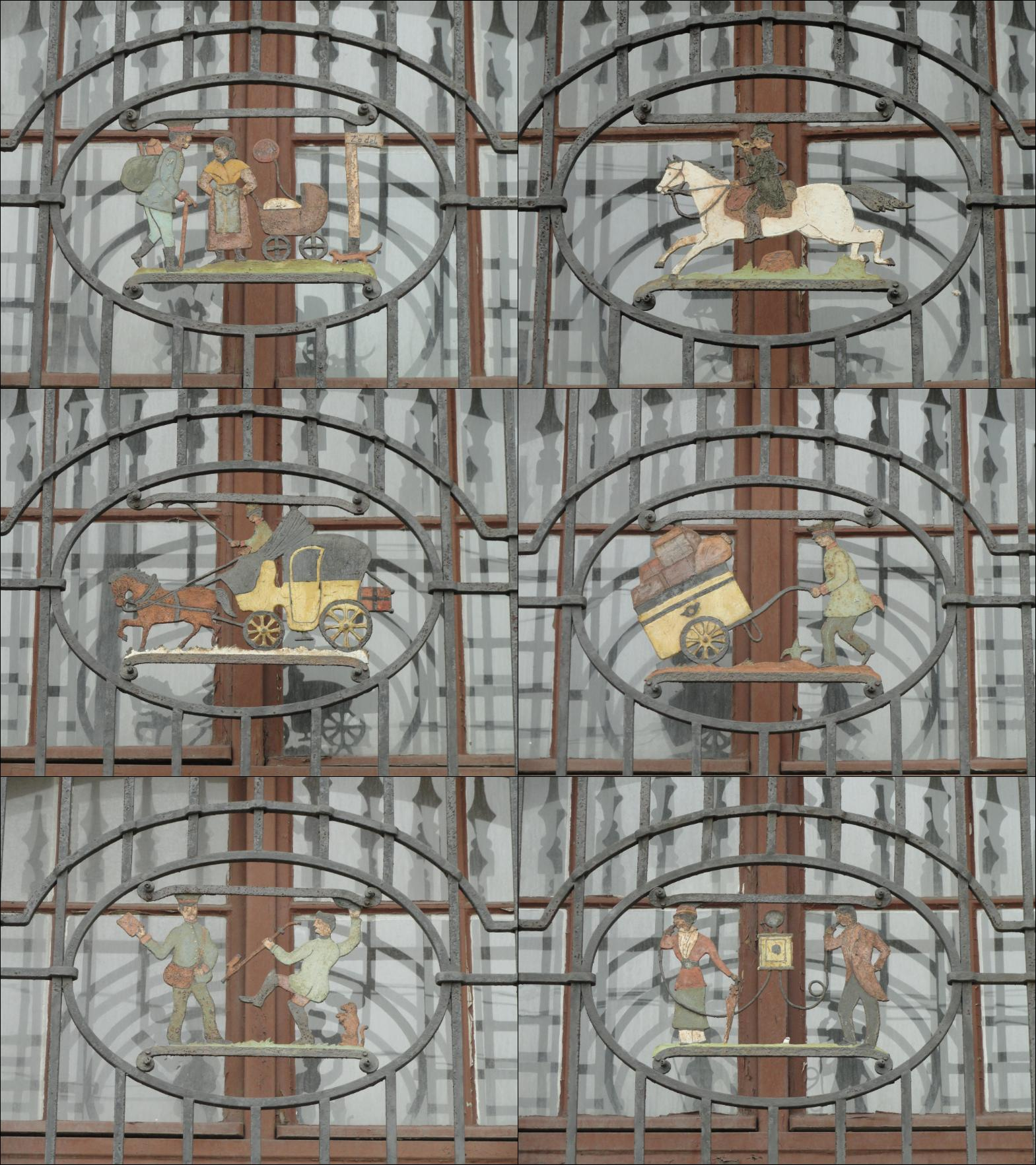
Die sechs Szenen aus der Postgeschichte an den Fenstergittern

Am Gebäude befinden sich schmiedeeiserne Gitter mit Bildern aus der Postgeschichte. Neben den Schalterräumen im Erdgeschoss lagen die Amtszimmer des Postdirektors. Seine Wohnräume befanden sich im ersten Stock, wo auch der Briefträgersaal, der Entkartungssaal und die Räume für die Vorsteher der Briefträger, der Geldbriefträger und der Postanweisungsverrechungsstelle waren. Im zweiten Stock befanden sich große Lagerräume und weitere Dienstwohnungen dienstniederer Beamter. Insgesamt umfasst das ehemalige Bahnpostamt eine Nettogeschossfläche von 4028 Quadratmetern.

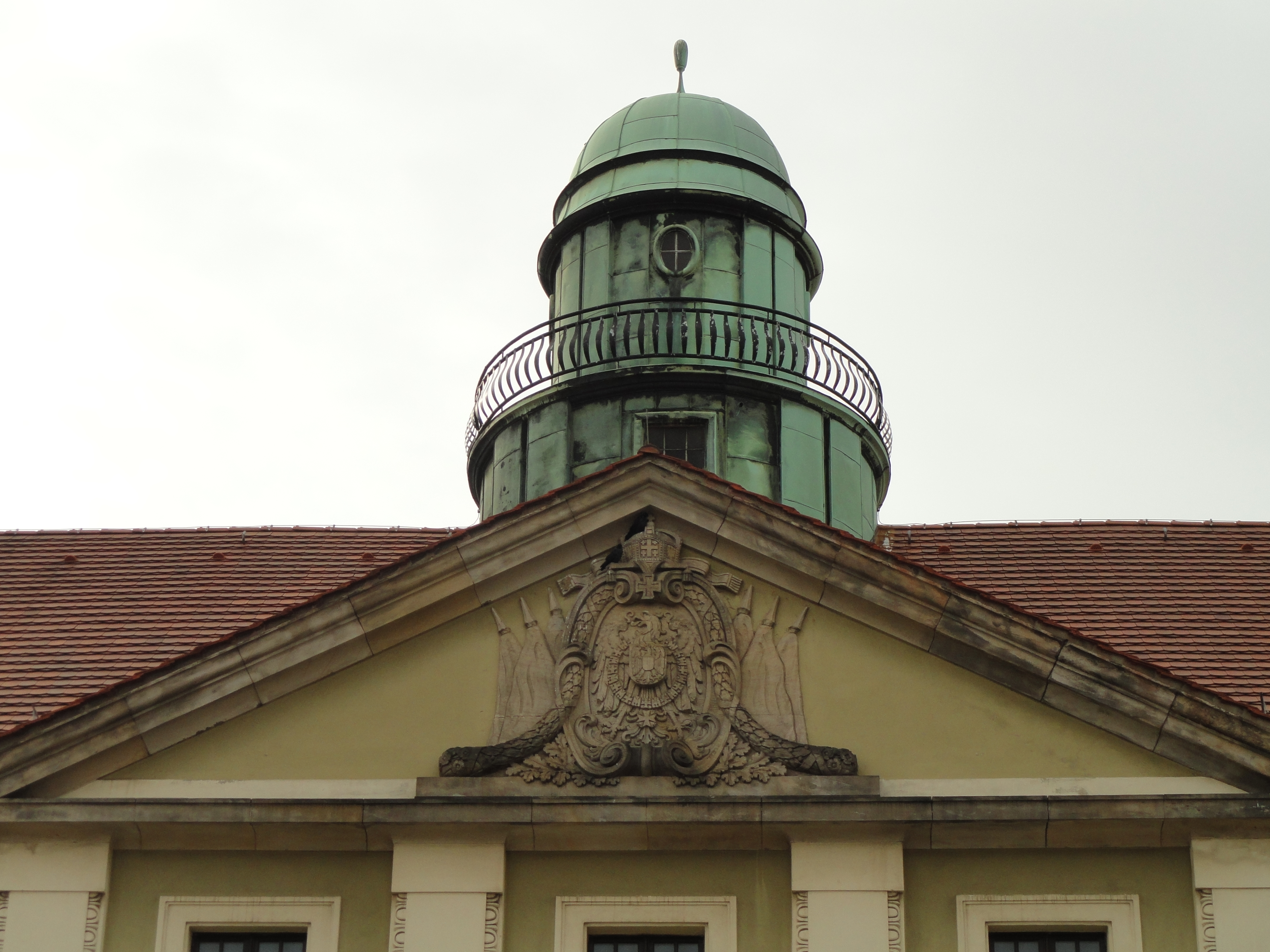
Giebel und Turm des Bahnpostamtes

Im Giebeldreieck des Mittelrisalits befindet sich das Relief eines Adlers über dem eine Krone thront. Dies war die Insigne der Kaiserlichen Reichspost. Flankiert wird der Adler von jeweils drei wehenden Fahnen an den Seiten, einem Eisernen Kreuz darüber und Eichenlaub darunter. Dies soll wohl an die Entstehungszeit während des Ersten Weltkriegs erinnern. Unterhalb der drei Fenster des Giebels war einst die Inschrift „Postamt“ zu lesen. Der Schriftzug ist jedoch zurzeit durch das Logo der Deutschen Post verdeckt. Die Fenster im Erdgeschoss sind schmuckvoll vergittert. In Höhe der Oberlichter sind auf sechs Gittern typische Szenen aus der Postgeschichte abgebildet. Sie stammen vom Görlitzer Schlossermeister Kalle. Die großen Buchstaben über den drei straßenseitigen Eingängen kennzeichneten die verschiedenen Säle bzw. Schalter. Durch den Eingang A gelangte man in die Postschalterhalle und den Eingang C in die Paketschalterhalle. Der Eingang B führte wiederum in den Briefsortiersaal und Büros der Verwaltung.
Ein Kuriosum war die druckluftbetriebene Rohrpostanlage. Die Messingrohre führten vom Bahnhofspostamt bis zum Postamt am Postplatz in der Innenstadt. Die Anlage ist nicht mehr betriebsfähig. Die Post verfügte auch über einen eigenen Posttunnel östlich vom Personentunnel. Zwei Bahnsteige besitzen an ihrem östlichen Ende noch Aufzüge aus dem Jahr 1914. Die übrigen drei Aufzüge wurden 1957 erneuert. Das Bahnpostamt wurde am 30. Dezember 1995 geschlossen.
Das ehemalige Bahnpostamt wurde 2008 von der Deutschen Post an einen luxemburgischen Investmentfonds verkauft, der die Gebäude samt dem 3613 m² großen Grundstück 2015 an die Senioren-Wohnen Görlitz weiterverkaufte. Die Gesellschaft möchte in der ehemaligen Post 33 kleine Mietwohnungen mit einer Größe zwischen ca. 30 und 75 m² sowie eine Serviceeinrichtung mit einer Betreuungskraft einrichten. Die ersten Wohnungen sollen im Frühjahr 2019 fertiggestellt sein.

### Verwaltungsgebäude

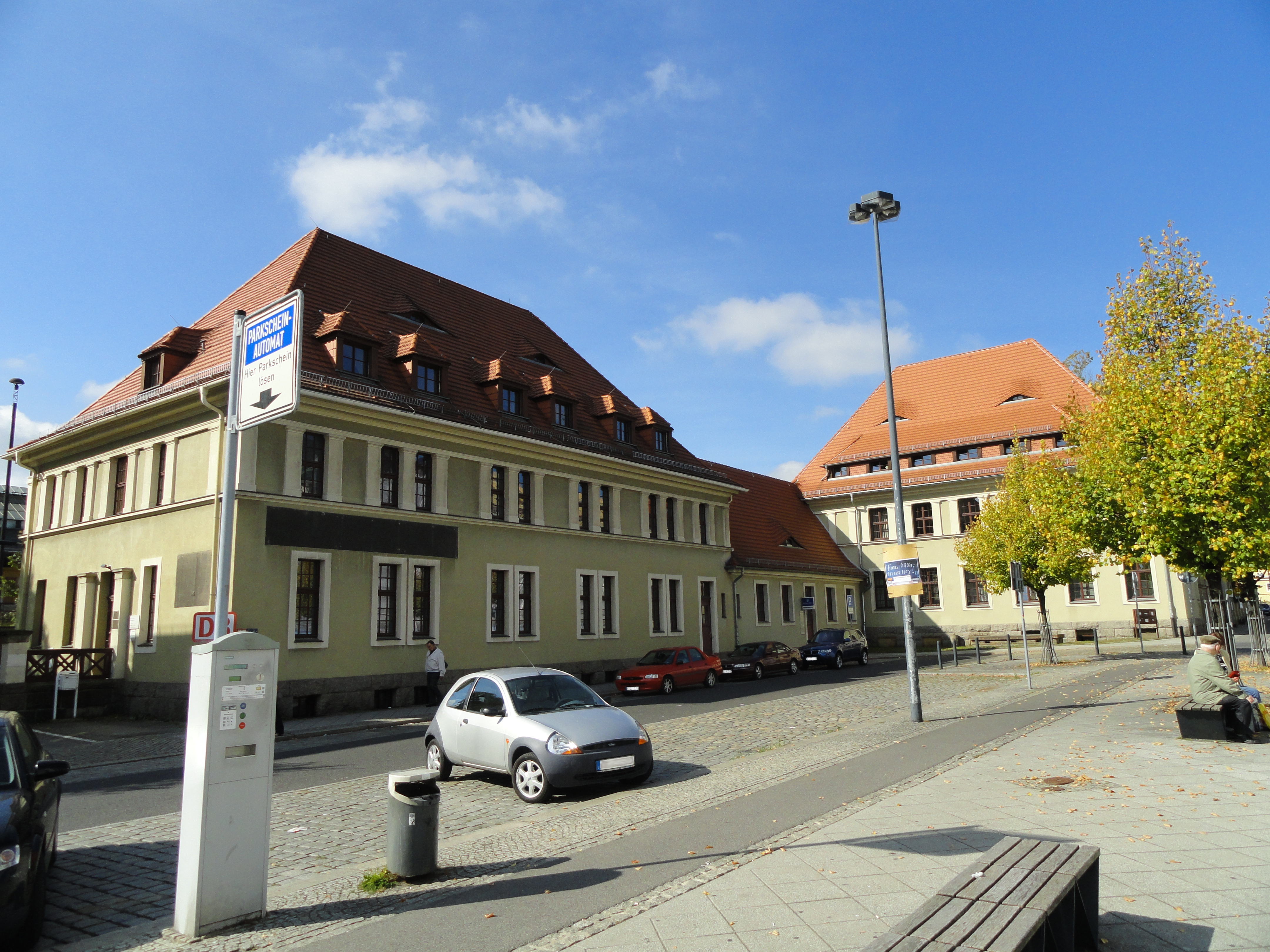
Das Verwaltungsgebäude bildet den westlichen Flügel des Bahnhofskomplexes.

An das Empfangsgebäude schließt sich westlich das Verwaltungsgebäude im gleichen Stil an. Der westliche Teil des Gebäudes steht jedoch im Gegensatz zum Empfangsgebäude direkt an der Bahnhofstraße. Der östliche Teil ist einige Meter zurückgesetzt in einer Achse mit dem Empfangsgebäude. Es war nach der Fertigstellung Sitz des Betriebsamtes I und II – später Reichsbahnamt Görlitz I und Reichsbahnamt Görlitz II. Das Betriebsamt II zog 1918 in die Konsulstraße 57 um. Dafür zogen das Maschinenamt und das Verkehrsamt von der Krölstraße 45 in das Haus ein. Die Reichsbahnämter waren verwaltungstechnische Mittelbehörden der Reichsbahndirektion Breslau. Dem Reichsbahnamt I waren der Bahnhof Görlitz, der Rangierbahnhof Schlauroth, die Bahnmeistereien I und II und das Amt I unterstellt. Dem Reichsbahnamt II unterstanden die Bahnmeisterei Moys, die Bahnbetriebswerke Görlitz und Schlauroth sowie das Amt II. Das Verkehrsamt war unter anderem für die Bahnhofskasse, die Fahrkartenausgabe sowie für die Gepäck- und Güterabfertigung zuständig. Nach der Auflösung der Reichsbahndirektion Breslau infolge des Zweiten Weltkrieges kam der Bahnhof Görlitz zur Reichsbahndirektion Dresden. Die Reichsbahnämter Görlitz I und II wurden aufgelöst und die bisher unterstellten Ämter dem Reichsbahnamt Bautzen zugeordnet.
Nach der Wende zog kurzzeitig eine Filiale der Sparda-Bank Berlin in das Gebäude ein. Heute befinden sich in dem Gebäude eine Zweigstelle der DB Services Südost und eisenbahnfremde gewerbliche Mieter.

### Güterabfertigung

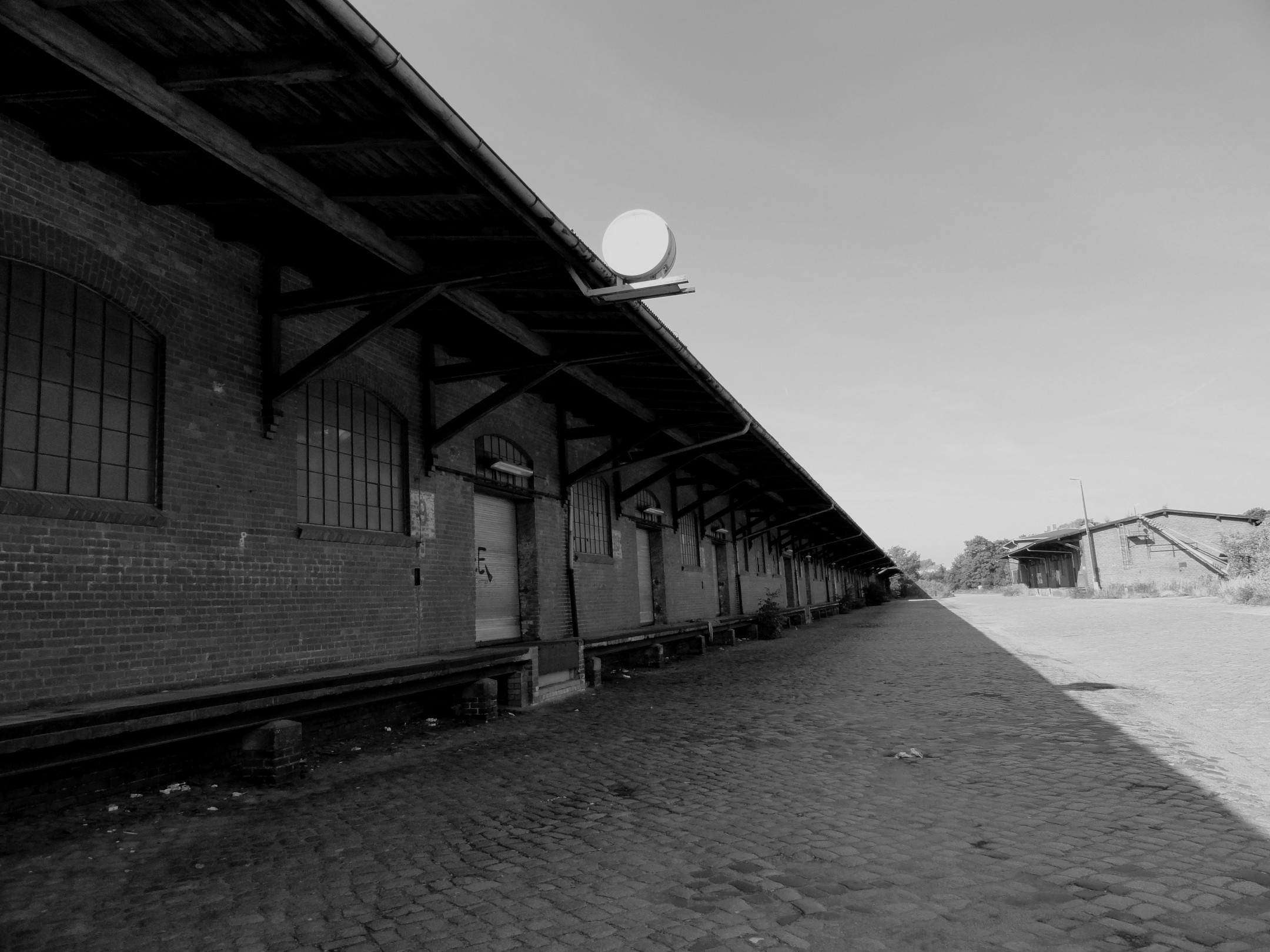
Die Ladestraße der Güterabfertigung nahe der Bahnhofsstraße

Am Standort des ehemaligen NME-Güterschuppens an der Südseite der Bahnsteighalle hinter den Durchfahrtsgleisen entstand nach der zweiten Bahnhofsumgestaltung ein Güterschuppen für Eilgüter. Er besaß eine unterirdische Verbindung zur Eilgutannahme im Empfangsgebäude. Firmen aus der Südstadt wünschten sich Verlademöglichkeiten an der Südseite, was aus Gründen des Betriebsablaufes jedoch abgelehnt wurde. Sie wurden auf den baldigen Ausbau des Vorortbahnhofes in Posottendorf-Leschwitz zum Güterbahnhof vertröstet.
1906 war ein zweiteiliger Güterschuppen mit getrenntem Empfangs- und Versandteil an der Bahnhofstraße vorgesehen, jedoch wurde dem Drängen der Görlitzer Firmen nachgegeben, die sich geeignete Lagerräume in der Nähe des Bahnhofes wünschten. Zwischen dem Empfangs- und Versandteil entstanden Lagerräume mit 18 Ladeluken. Den östlichen Abschluss bildete das zweistöckige Güterabfertigungsgebäude, den westlichen die Zollabfertigung mit Zollschuppen. Weitere Gebäude waren der kleinere Lagerschuppen u. a. für Militärausrüstung und den österreichischen Zoll sowie der Aufenthaltsraum des Rangierpersonals. Auch ein Ladebockkran sowie Straßen- und Gleiswaagen waren auf dem Gelände vorhanden. An der Rauschwalder Straße befanden sich einzelne Laderampen für Holz, Möbel und Vieh. Der Güterbahnhof und die Ladestraßen nahmen fast das ganze Areal zwischen den Gleisen der Dresdner Strecke, der Bahnhofstraße, dem Brautwiesenplatz und der Rauschwalder Straße ein. 1988 wurden an der Möbelladerampe die Tatra KT4D für den städtischen Straßenbahnbetrieb abgeladen und über ein provisorisches Meterspurgleis auf die Straßenbahnstrecke auf der Rauschwalder Straße überführt. Nach 80-jährigem Betrieb wurde der Güterbahnhof am 31. Dezember 1993 geschlossen. Der Güterknoten für Ostsachsen war ab 1994 Bautzen.
Im Jahr 2018 kaufte die Waldorfschule Görlitz der Deutschen Bahn einen Teil des ehemaligen Güterschuppens ab, um es zum Schulgebäude umzubauen. Im Herbst 2020 bezog die Schule schließlich die neuen Räumlichkeiten. In dem Bereich der ehemaligen Ladestraßen und Gleisanlagen zwischen Bahnhofstraße und Güterschuppen entsteht seit 2021 auf der seit den 1990er Jahren brach liegenden 1,7 ha großen Fläche der sogenannte Brautwiesenpark als Stadtteilpark, der in mehrere Funktionsbereiche untergliedert ist u. a. mit Spiel- und Sportplätzen, Verweilzonen und Treffpunkten.

### Stellwerke

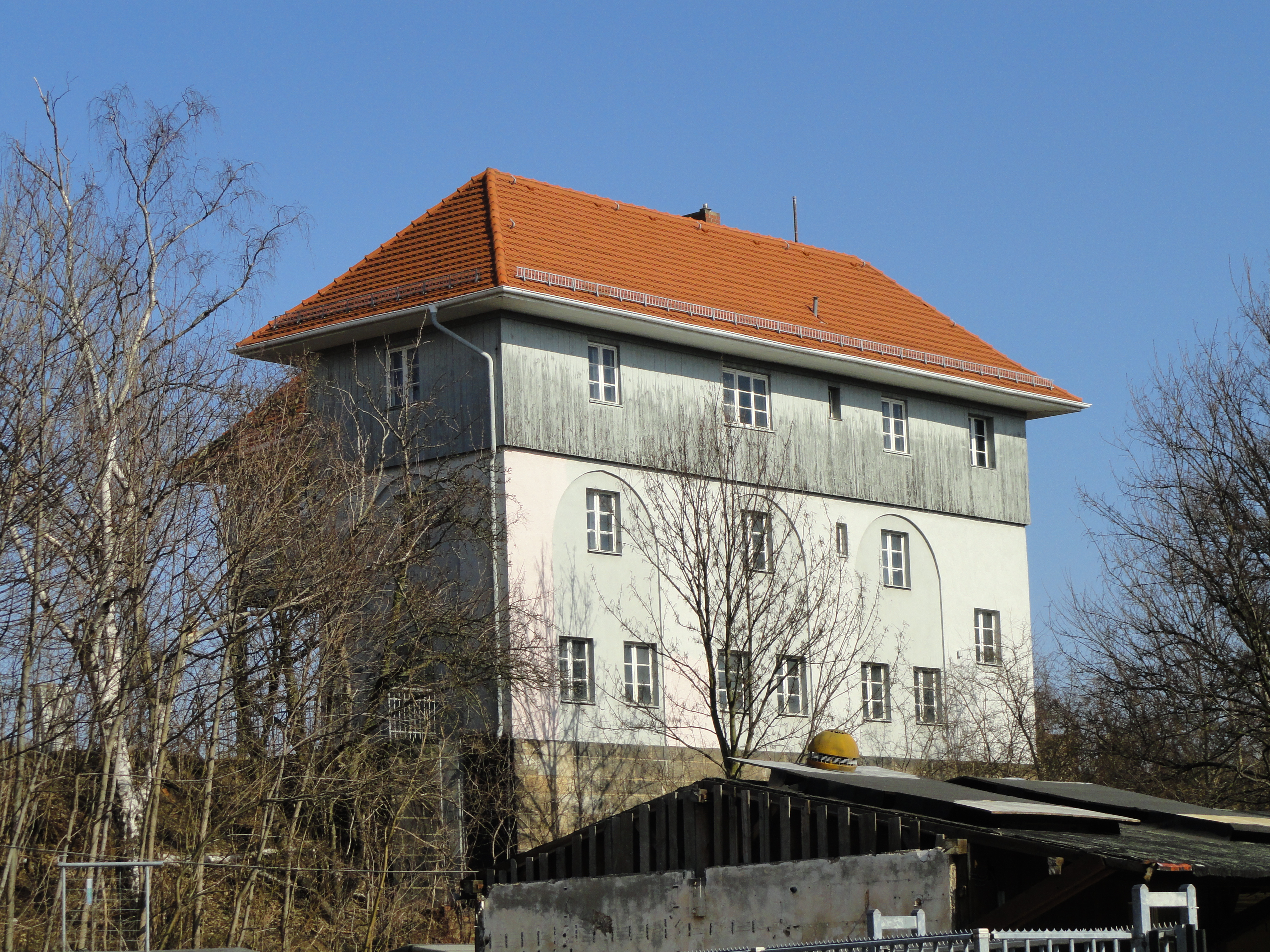
Blick von der Lutherstraße auf die gleisabgewandte Seite des Befehlsstellwerks B5

Sämtliche Weichen im Bahnhof waren bis zum zweiten Umbau des Bahnhofs ortsbedient. Für die Handweichenwärter gab es mehr als zwanzig Weichenstellerbuden. Nach dem Bau der Stellwerke verschwanden sie bis auf wenige in gering frequentierten Rangierbereichen. Die restlichen Weichen wurden mit elektrischen Antrieben fernbedient. Der Bahnhof Görlitz galt bis in die 1960er Jahre bei der Hochschule für Verkehrswesen Friedrich List in Dresden als Musterbeispiel für einen rationellen Betriebsablauf.
Im Befehlsstellwerk Gt (ab 1960: B5) westlich der Bahnhofshalle arbeitete der Fahrdienstleiter und regelte von dort alle Zugfahrten. In der Kurzbezeichnung Gt steht das G für Görlitz und das t für Turm. Ein eventueller Buchstabe dazwischen gibt die Himmelsrichtung des Stellwerkes an. Das Stellwerk Gt und Got (ab 1960: W2) sind sogenannte Reiterstellwerke, d. h. sie überspannen mit ihrem brückenartigen Stellwerksraum eines oder mehrere Gleise. Das Stellwerk B5 überspannte die Gleise 13 und 14. Das Stellwerk W2 unterquerten an der östlichen Ausfahrt zur Abstellgruppe die Gleise 15 und 16. Weitere Stellwerke befanden sich nördlich des Freibahnsteigs zwischen den Gleisen 1 und 2 (Stellwerk W3) und an der Dresdner Strecke westlich des Abzweigs zum Bahnbetriebswerk Görlitz (Stellwerk W8). Sämtliche Stellwerke waren elektromechanische Stellwerke der Bauform Siemens & Halske.
Bei der Umbezeichnung der Stellwerke im Jahr 1960 wurden die himmelsrichtungsbezogenen Namen der Stellwerke durch eine Abkürzung für ihre Funktion und eine laufende Nummer ersetzt. Die Nummerierung der Stellwerke begann im Osten und führte fortlaufend in Richtung Westen. Das Befehlsstellwerk erhielt die Abkürzung B und die Wärterstellwerke W. Die Handweichen- und Schrankenposten bekamen die Kurzbezeichnung R. R1 befand sich südlich vom Gleis 21 in der östlichen Abstellgruppe und war somit der östlichste Stellposten. Der Stellposten R4 war für die Schranke bei W3 und den Steuerhof zuständig. Der Stellwerksposten R6 befand sich an den südwestlichen Gütergleisen und war für die Gleise zu den Ladestraßen und Lagerplätze an der Rauschwalder Straße zuständig. Diese Posten waren 2004 bereits einige Jahre außer Betrieb. Lediglich die Posten R7 und R9 waren 2004 noch in Betrieb. R7 war der Drehscheibe des Bahnbetriebswerks und R9 den Weichen im Bereich des Bahnbetriebswerks zugeteilt.
Im Jahr 1993 wurde die Fassade des Befehlsstellwerks B5 saniert und das Dach neugedeckt. Auch die Schwerkraftheizung wurde durch eine Gasheizung ersetzt. 1995 begannen Planungen für ein elektronisches Stellwerk (ESTW), u. a. da das Eisenbahn-Bundesamt (EBA) der Stellwerkstechnik nur eine beschränkte Betriebserlaubnis mit Auflagen gewährte. Die Bauarbeiten begannen 1998. Auf die Inbetriebnahme des elektronischen Stellwerks Görlitz am 25. Juni 2000 folgte im ersten Halbjahr 2004 der Abbruch der bisherigen Stellwerke. Nur das ehemalige Befehlsstellwerk B5 (Gt) blieb im veränderten Bahnhofsbild erhalten. Im Herbst 2008 lagen im Bahnhof noch maximal neun Gleise nebeneinander, die durch 30 elektrisch betriebene Weichen miteinander verbunden waren.

### Wasserturm

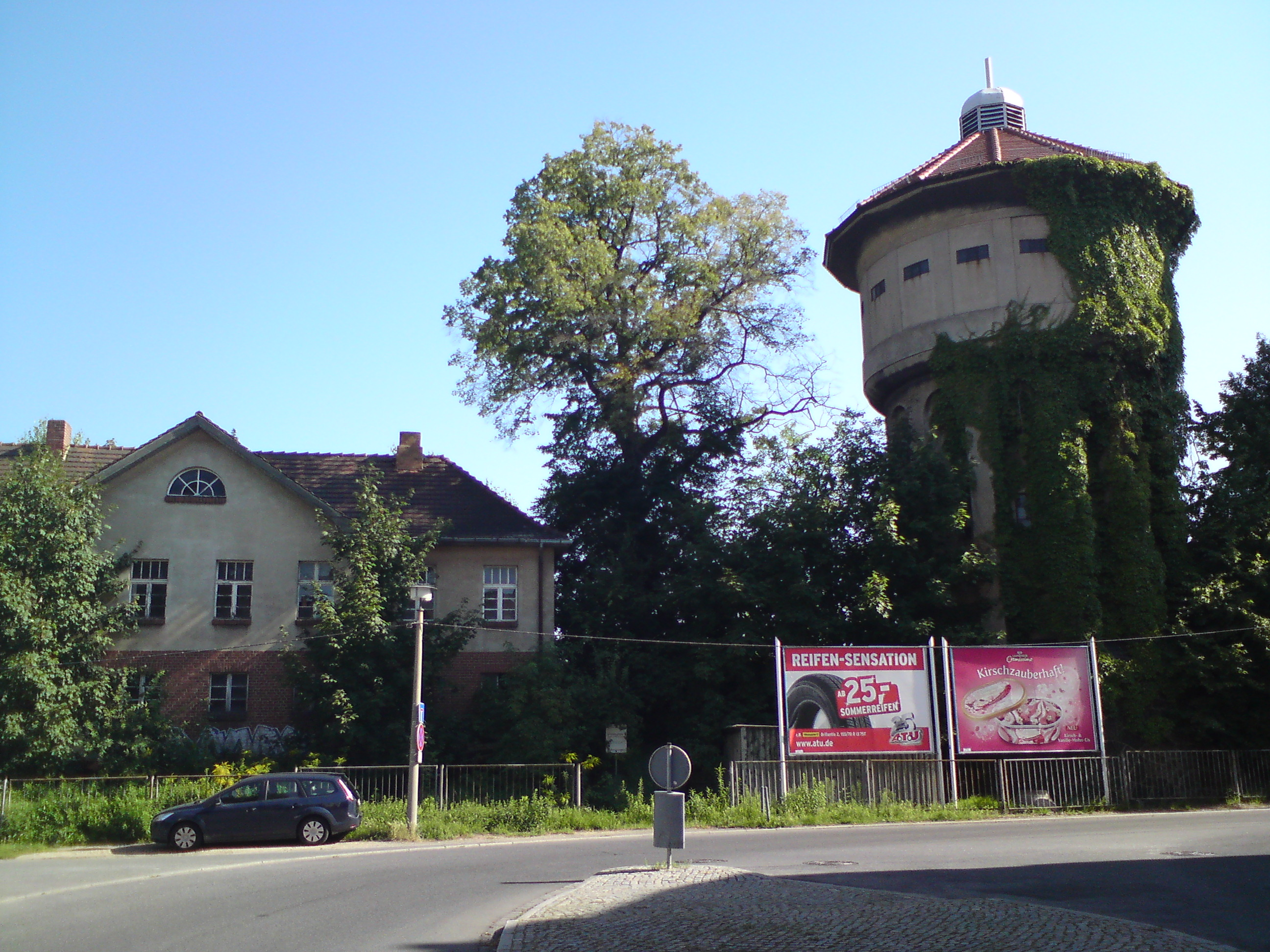
Der Wasserturm an der Sattigstraße. Das benachbarte Gebäude war einst Sitz des Wagenmeisterpostens Görlitz.

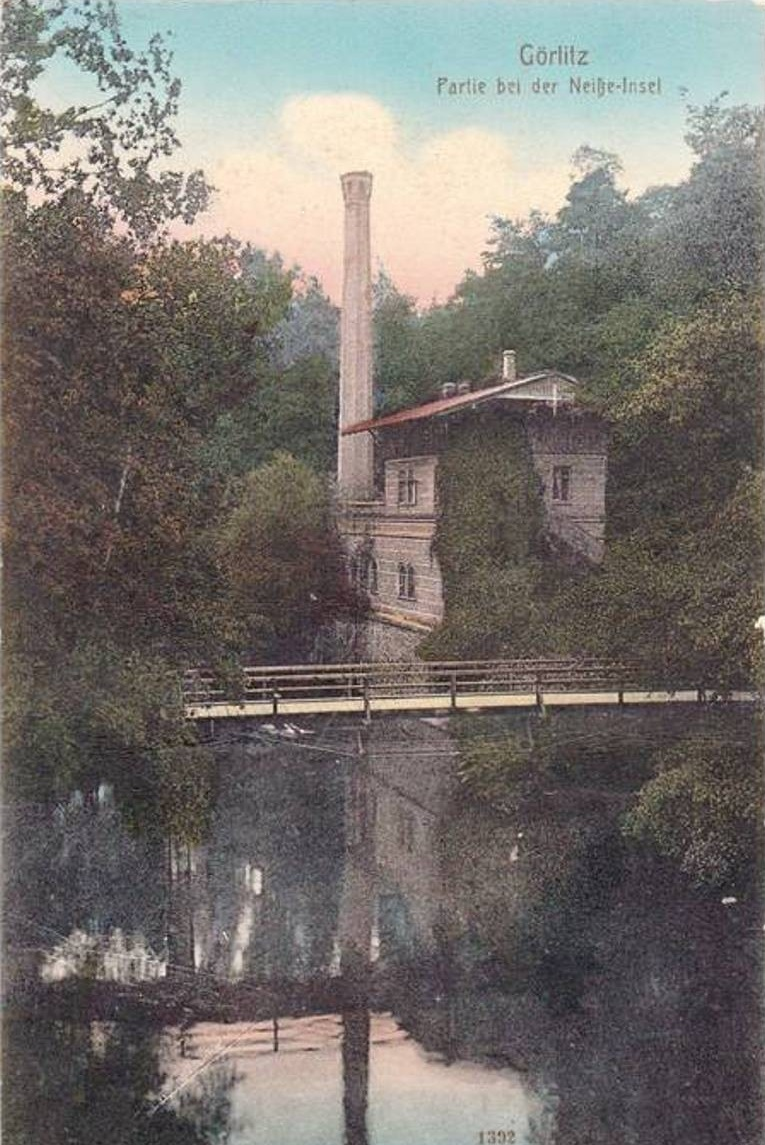
Die Lokomobile im Bauwerk an der Neißeinsel pumpte mehrere Jahre das Wasser auf Bahnhofsniveau

Der Wasserturm an der Sattigstraße auf Höhe der Einmündung der Melanchthonstraße stammt aus der zweiten Umbauphase des Bahnhofsareals. Er wurde im Jahr 1913 erbaut und fasste 200 m³ Wasser. Das gespeicherte Wasser diente sowohl der Versorgung der Dampflokomotiven über die Wasserkräne als auch der Wasserversorgung des gesamten Bahnhofsgeländes. Die Zuleitung zu den Wasserkränen erfolgte über Rohre mit einem Durchmesser von 20 cm. Am westlichen Ende des Bahnsteiggleises 7 ist noch ein Wasserkran erhalten.
Bis 1903 pumpte eine Lokomobile Neißewasser auf Bahnhofsniveau und versorgte die Dampflokomotiven mit Wasser. Die Pumpstation befand sich in der Nähe des Viaduktes in einem zweigeschossigen Ziegelbau mit einer prunkvollen, hölzernen Dachkonstruktion. In einem flachen Anbau standen zur Feuerung Kessel zur Verfügung. Die Abgase wurden über einen langen Schlot an der Seite des einstöckigen Anbaus abgeleitet. Der Wasserdampf Dampfmaschinen, die wiederum über einen Kurbeltrieb die Kolbenpumpen in Gang setzten.
Der Turm am Bahnhof wurde vom 300 m³ fassenden Wasserturm in Schlauroth gespeist. Dieser wiederum versorgte auch die dortigen Bahneinrichtungen, darunter auch das Bahnbetriebswerk Schlauroth (später: Ausbesserungswerk Görlitz) und den Verschiebebahnhof. Die Wasserleitung führte vom höher gelegenen Schlaurother Wasserturm entlang der Bahnstrecke Görlitz–Dresden bis zum Wasserturm an der westlichen Bahnhofsausfahrt. Der Schlaurother Wasserturm wurde wiederum von drei Brunnen gespeist, deren Pumpen von einem Wasserwart reguliert wurden. Er konnte den Füllstand ablesen und die Pumpenleistung entsprechend anpassen. Bei einem Ausfall der bahneigenen Wasserwirtschaft konnte das Bahnhofsgelände auch über die öffentliche Ringleitung versorgt werden. Der tägliche Wasserverbrauch betrug zwischen 800 und 1.000 m³.
Mit dem Bau einer Wasseraufbereitungsanlage konnte das Wasser schließlich auch chemisch behandelt werden, um die Bildung von Wasserstein an den Kesselwänden der Lokomotiven zu verhindern. Mit der Einstellung des Dampflokomotivbetriebes sank der Wasserverbrauch drastisch.

## Funktion des Verkehrsbauwerks

### Bahnstrecken

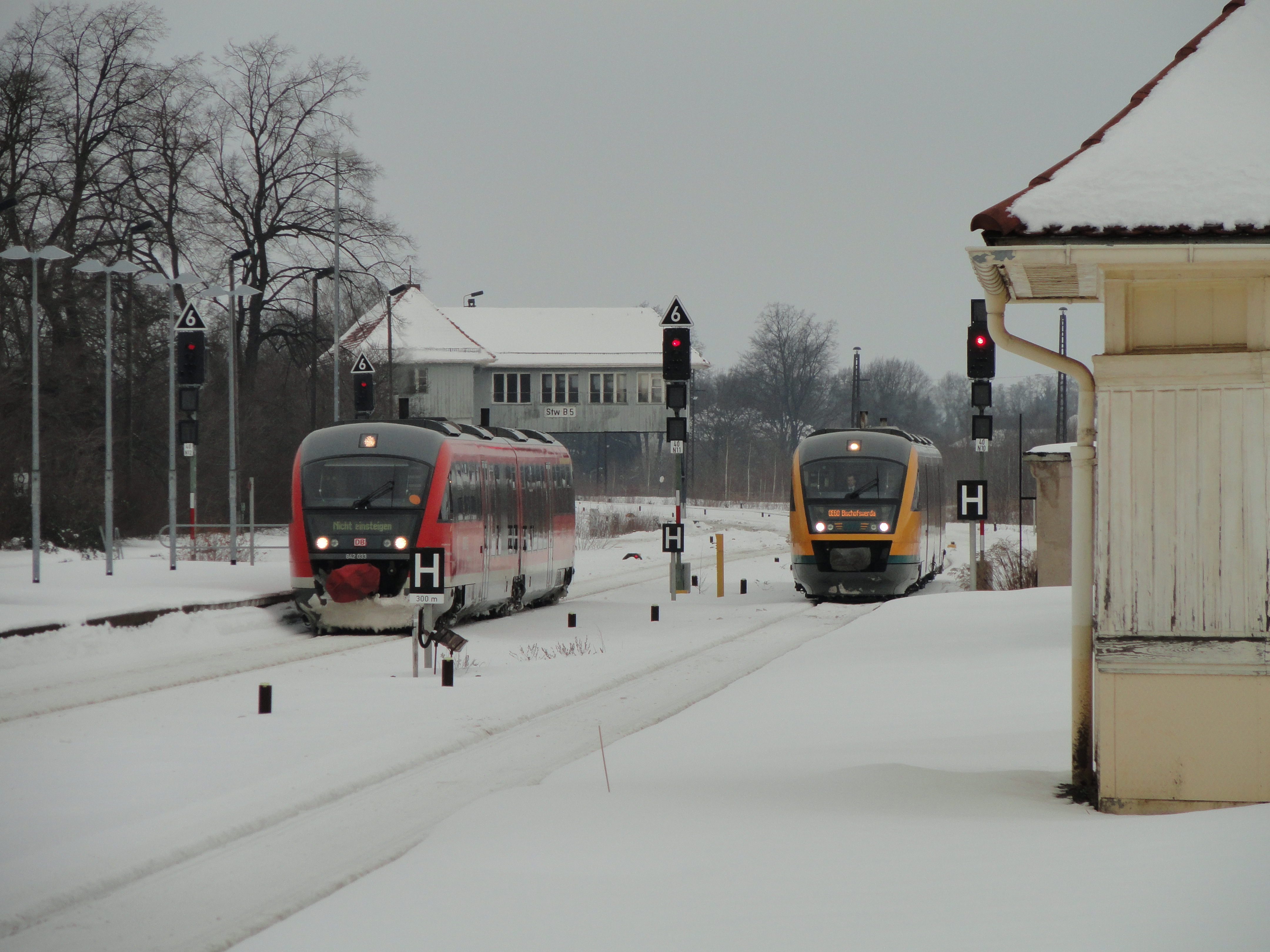
Die Westausfahrt des Bahnhofes mit dem ehem. Befehlsstellwerk B5 (ehem. Gt) und zwei Triebwagen Siemens Desiro (links: DB Regio Südost, rechts: Ostdeutsche Eisenbahn)

In Görlitz treffen sich folgende fünf Bahnstrecken: Berlin – Görlitz, Görlitz – Dresden, Görlitz – Hagenwerder (– Zittau), Węgliniec (ehemals Kohlfurt) – Görlitz und Wałbrzych (ehemals Waldenburg-Dittersbach) – Görlitz (Schlesische Gebirgsbahn). Die beiden letztgenannten Strecken vereinigen sich bereits westlich des Bahnhofs Zgorzelec (ehemals Bahnhof Görlitz-Moys) vor dem Neißeviadukt, führen dann gemeinsam über den Viadukt und befinden sich seit Kriegsende 1945 auf polnischem Territorium. Gemäß der deutschen Kilometrierung des Streckenabschnittes zwischen Viadukt und Bahnhof mündet in Görlitz die Bahnstrecke aus Węgliniec ein und folgt damit der Kilometrierung vor dem Krieg. Nach der Neukilometrierung nach dem Krieg auf polnischer Seite verläuft jedoch die Schlesische Gebirgsbahn bis zum Viadukt und nicht die Węgliniecer Strecke.
Auf dem östlichen Bahnhofsvorfeld mündet auch die Strecke von Zittau – Hagenwerder ein, nachdem sie durch den Blockhaustunnel die Strecke aus Zgorzelec unterquert hat. Im westlichen Bereich vereinigen sich die Strecken aus Berlin und Dresden etwa in Höhe der Straßenunterführung der Rauschwalder Straße. Der Personenverkehr auf der Görlitzer Kreisbahn nach Königshain wurde am 22. Mai 1993 eingestellt und die Strecke am 31. Dezember 1994 stillgelegt. Nach dem Abbau des Oberbaus wurde am 30. April 2009 auf dem Bahndamm ein Fahrradweg eröffnet.
Auf der Bahnstrecke Görlitz–Seidenberg werden nur noch einzelne Streckenabschnitte befahren. Nach der Sprengung der Neißebrücke südlich von Hagenwerder war kein durchgehender Verkehr mehr möglich. Die Lücke wurde nie geschlossen. Der auf der deutschen Seite verbliebene Ast bis zum Bahnhof Hagenwerder wird auch von den Zügen der Relation von Görlitz nach Zittau genutzt. Das nach dem Zweiten Weltkrieg abgebaute zweite Streckengleis bis Hagenwerder bekam die Strecke aufgrund der nun geringeren Auslastung nie zurück. Auch die einst zweigleisige Bahnstrecke nach Berlin ist seit Ende des Krieges zwischen Cottbus und Görlitz nur noch eingleisig.

### Personenverkehr
Mit der Eröffnung des Bahnhofs am 1. September 1847 verkehrten täglich jeweils vier Zugpaare von Görlitz nach Dresden und Kohlfurt. Etwa fünf Jahre später stieg die Zahl der durchgehenden Reisezugverbindungen auf fünf je Richtung. Wenig später im Jahr 1854 folgte auch die erste Eilzugverbindung nach Dresden. Mit der Eröffnung der Berlin-Görlitzer-Eisenbahn im Jahr 1867 kamen zwei Personen- und ein gemischtes Zugpaar nach Berlin hinzu. Zu einem weiteren starken Anstieg des Personenverkehrs kam es mit der Eröffnung der Strecken nach Seidenberg und Zittau im Jahr 1875. Anfangs verkehrten vier Reisezugpaare nach Seidenberg und fünf nach Zittau. Um die Wende vom 19. zum 20. Jahrhundert verkehrten bereits jeweils ein Schnellzugpaar nach Breslau und nach Hirschberg sowie zwei Schnellzugpaare nach Berlin und drei nach Dresden.
Die 1920er und 1930er Jahre waren die Glanzzeit des Bahnhofs. So fuhren täglich sechs Schnellzug-, zwei Eilzug- und 14 Personenzugpaare über Kohlfurt zum großen Teil auch weiter bis nach Breslau, sieben Schnellzug-, zwei Eilzug- und neun Personenzugpaare durchgehend nach Dresden, zwei Schnellzug-, vier Eilzug- und neun Personenzugpaare nach Berlin sowie jeweils maximal sieben Personenzüge nach Seidenberg bzw. Zittau. Auch ein Schnellzug zwischen Berlin und Wien, der D 293, hielt in Görlitz, ebenso die Wintersportzüge ins Riesengebirge, die Touristenzüge nach Oberschreiberhau und die sogenannten Bäderzüge von Berlin nach Bad Kudowa. Während des Zweiten Weltkriegs sank die Anzahl der Zugverbindungen auf manchen Relationen fast bis auf die Hälfte.
Nach dem Krieg lief der Bahnverkehr angesichts der starken Schäden schnell wieder an. Anfänglich fuhren nur wenige Zugpaare, doch schon bald konnten sich die Zahlen bei den Zugverbindungen auf höherem Niveau stabilisieren. In den 1960er und 1970er Jahren verkehrten bereits wieder bis zu sechs grenzüberschreitende Schnellzugpaare von und nach Polen, jeweils drei Schnellzug-, Eilzug- und durchlaufende Personenzugpaare in Richtung Berlin sowie drei Schnellzug-, ein Eilzug und vier durchlaufende Personenzugpaare in Richtung Dresden. Die Zahlen blieben jedoch insgesamt weit hinter denen der Vorkriegsjahre zurück. Personenzüge auf den seit Kriegsende grenzüberschreitenden Strecken wurden nicht wieder eingeführt. Auch nach Zittau verkehrten durch das Neißetal nur noch fünf Personenzugpaare. Weitere Züge nach Zittau fuhren jedoch über Löbau und Ebersbach.

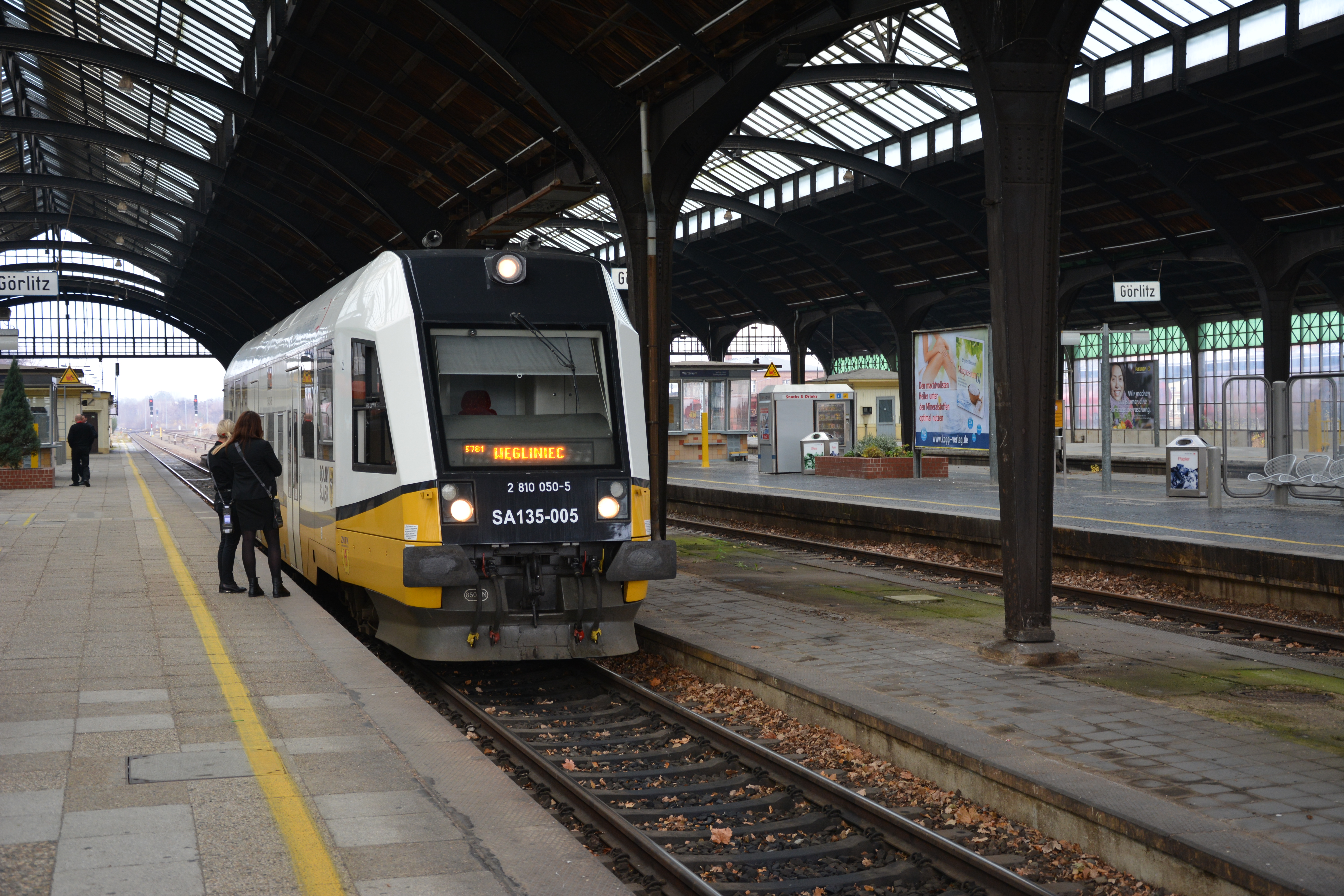
Triebwagen der Koleje Dolnośląskie in der Bahnhofshalle

Nach der Wende wurden die meisten Schnellzug- in Interregioverbindungen umgewandelt. Nach Dresden verkehrten die Interregios im Zweistundentakt und es gab in den 1990er Jahren auch Interregioverbindungen nach Aachen, Berlin, Erfurt, Karlsruhe, Kassel, Kiel, Hannover, Rostock, Oberstdorf im Allgäu oder Wilhelmshaven. Aus der Schnellzugära blieben lediglich die Zugpaare D 450/451 und D 452/453 auf der Relation Warschau – Breslau – Görlitz – Leipzig – Frankfurt am Main – Saarbrücken – Paris sowie für kurze Zeit das Zugpaar D 2352/2353 von Zittau über Görlitz nach Rostock bestehen, dagegen entfiel beispielsweise die lange bestehende Schnellzugverbindung nach Köln über Hannover. Aber auch die Zeit der Interregioverbindungen endete mit dem Fahrplan 2000/2001. Die zweistündlichen Interregioverbindungen nach Dresden wurden durch fünf lokbespannte Regionalexpresszüge ersetzt, andere Verbindungen wurden ersatzlos gestrichen. Einen kurzzeitigen Aufschub bei der Abschaffung der Interregiolinien in Deutschland erhielten die drei verbliebenen Interregiozugpaare Dresden – Görlitz – Breslau. Am 11. Dezember 2004 wurden auch die letzten Interregiozüge zwischen Dresden und Breslau eingestellt. Sie waren neben einem InterCityzugpaar Görlitz – Nürnberg die letzten drei Fernverkehrszugpaare mit Halt in der Neißestadt. Bis zum 1. März 2009 sorgte lediglich die Polnische Staatsbahn für grenzüberschreitenden Reisezugverkehr. Die Züge begannen und endeten jedoch alle in Görlitz. Im März 2009 nahm der Dresden-Wrocław-Express seinen Betrieb auf. Er verband die sächsische Landeshauptstadt mit der niederschlesischen Woiwodschaftshauptstadt. Mit dem Fahrplanwechsel am 9. Dezember 2012 entfielen die drei Zugpaare der Regionalexpresslinie 100 nach Breslau. Dafür wurden drei Zugpaare der Regionalexpresslinie 1 nach Breslau verlängert. Nach sechs Jahren wurde die Verbindung aufgrund von Finanzmittelkürzungen der Regierung gegenüber dem niederschlesischen Woiwodschaftsamt zum 1. März 2015 eingestellt. Zum Fahrplanwechsel im Dezember 2015 wurden die durchgehenden Züge nach Breslau wieder angeboten. Einige polnische Regionalzüge, die früher nur bis Zgorzelec fuhren, wurden seitdem bis nach Görlitz durchgebunden. Am 3. Februar 2018 nahm das polnische Eisenbahnverkehrsunternehmen Polregio die neue Bahnverbindung von Görlitz nach Zielona Góra (Grünberg) auf.
Seit dem Fahrplanwechsel im Dezember 2014 werden die Regionalbahn- und die Regionalexpresslinie nach Dresden von der Vogtlandbahn unter dem Namen Trilex betrieben. Sie gewann die Ausschreibung für das Ostsachsennetz. Mit dem Fahrplanwechsel im Dezember 2019 wurde der Zweistundentakt der Regionalexpresslinie 1 auf einen Stundentakt verdichtet. Einige Züge verkehren jedoch nur bis Bischofswerda und bieten dort direkten Anschluss an die Regionalexpresslinie 2 aus Zittau nach Dresden. Ebenso entfiel mit dem Fahrplanwechsel und der Aufnahme des elektrischen Betriebs auf der polnischen Strecke zwischen Węgliniec und Zgorzelec die Durchbindung der Regionalexpresszüge bis nach Węgliniec. Hierfür wird nun eine größere Anzahl an Regionalexpresszügen bzw. einigen Regionalbahnen bis nach Zgorzelec durchgebunden und bieten dort Anschluss zu den Zügen nach Breslau.
| Linie                    | Linienverlauf                                                                   | Takt             | EVU                 |
| ------------------------ | ------------------------------------------------------------------------------- | ---------------- | ------------------- |
| RE1                      | (Dresden Hbf –) Bischofswerda – Bautzen – Löbau (Sachs) – Görlitz (– Zgorzelec) | 060 min          | Trilex              |
| RB60                     | (Dresden Hbf –) Bischofswerda – Bautzen – Löbau (Sachs) – Görlitz               | 060 min          | Trilex              |
| RB64                     | Görlitz – Niesky – Hoyerswerda                                                  | 120 min          | ODEG                |
| RB65                     | Cottbus Hbf – Weißwasser (Oberlausitz) – Görlitz – Zittau                       | 060 min          | ODEG                |
| D62                      | Görlitz – Zgorzelec – Lubań – Jelenia Góra                                      | 120 min          | Koleje Dolnośląskie |
|                          | (Zielona Góra – Żary –) Węgliniec – Zgorzelec – Görlitz                         | tägl. 5 Zugpaare | Polregio            |
| Stand: 10. Dezember 2023 |                                                                                 |                  |                     |

(Stand: 10. Dezember 2023)

### Verkehrsanbindung

#### Öffentlicher Verkehr

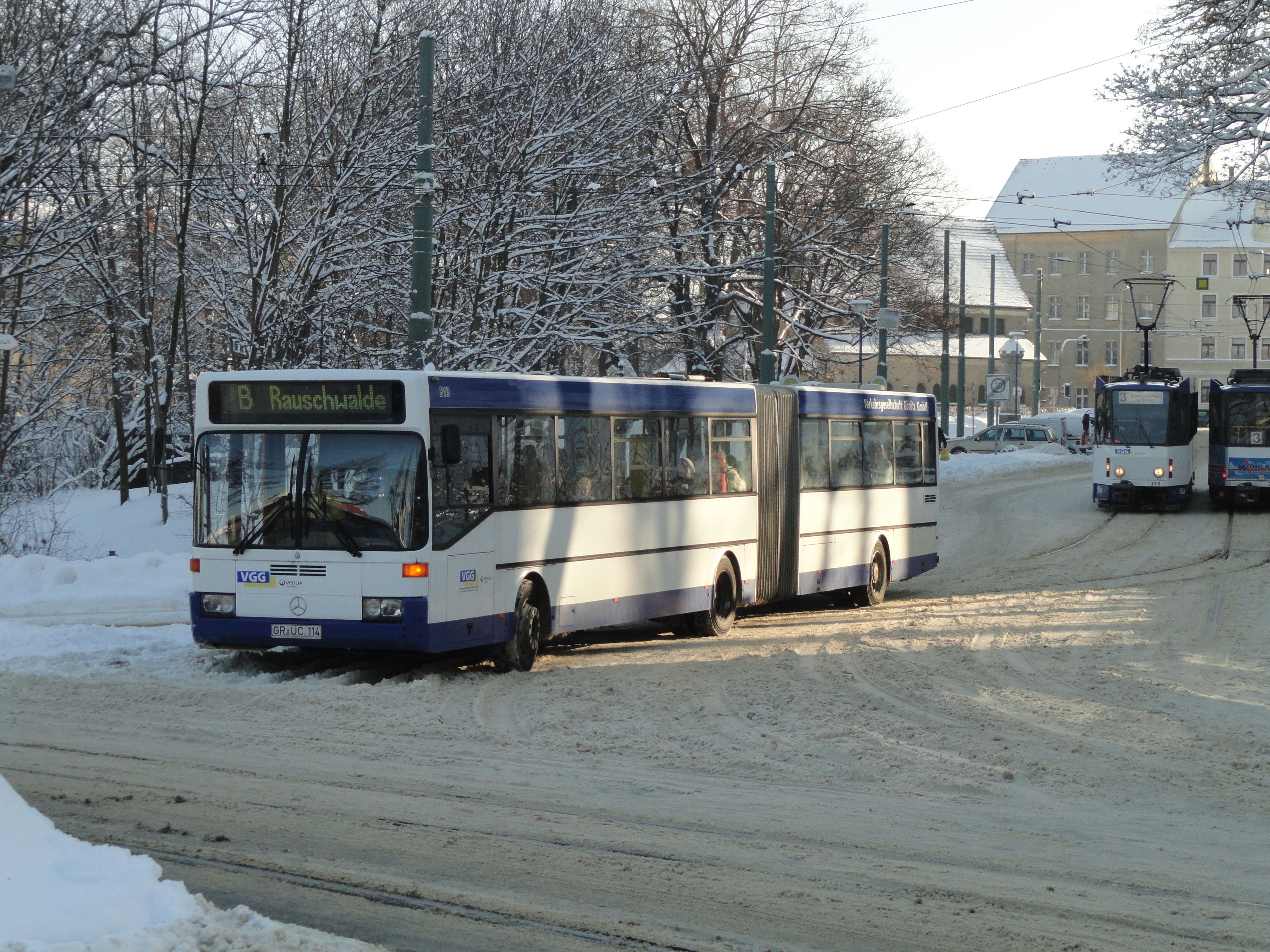
Stadtbuslinie B in Richtung Rauschwalde sowie jeweils eine Straßenbahn der Linie 3 nach Königshufen und Weinhübel

Der Bahnhof ist ein Knotenpunkt des öffentlichen Regionalverkehrs. Auf der Nordseite des Bahnhofes befinden sich fünf Bussteige. Von den Bussteigen 1 bis 4 fahren die Regionalbuslinien der Regionalbus Oberlausitz (RBO) und der Kraftverkehrsgesellschaft Dreiländereck (KVG) und verbinden den Bahnhof mit dem näheren Umland; der Bussteig 5 ist für den Schienenersatzverkehr reserviert.
Seit Juni 1882 verkehrt die Straßenbahn zum Bahnhof. Anfangs fuhren die Reisenden noch mit einer Pferdestraßenbahn vom Bahnhof in die Stadt, aber bereits im Dezember 1897 waren die Linien durch die AEG auf elektrischen Betrieb umgestellt.
Heute biegt die Straßenbahn von der Berliner Straße, aus dem Stadtzentrum kommend, vor dem Haupteingang in Richtung Osten ab. Dort befindet sich die Straßenbahnhaltestelle Bahnhof. Auf ihrer Weiterfahrt in Richtung Süden unterquert sie die Bahnhofsgleise im Jakobstunnel und trennt sich vor Erreichen der Haltestelle Südausgang in die Linien nach Biesnitz und Weinhübel. Die Haltestelle Südausgang befindet sich auf der Südseite des Bahnhofs am Südaufgang des Personentunnels. Sie ist eine bedeutende Umsteigehaltestelle im städtischen Nahverkehrsnetz der Görlitzer Verkehrsbetriebe (GVB). Im städtischen Spätverkehr zwischen 19 und 24 Uhr treffen sich dort die Spätverkehrslinie 1 und halbstündlich alternierend mit den Linien B und N, um das Umsteigen in alle Fahrtrichtungen zu ermöglichen. Die Haltestelle Südausgang wird ebenso wie die Haltestelle Bahnhof tagsüber durch die Straßenbahnlinien 1 und 2 bedient. Die Stadtbuslinien B und N halten nur am Südausgang.
Seit längerer Zeit beabsichtigten Stadt und Verkehrsverbund Oberlausitz-Niederschlesien, am Bahnhof eine Nahverkehrsschnittstelle zwischen Bus und Bahn einzurichten. Anfängliche Pläne, dies am Standort des neben der Bahnsteighalle liegenden Bahnsteiges I (Gleis 3 und 4) zu realisieren, scheiterten. Der neue Busbahnhof wurde schließlich am 11. Dezember 2015 auf der Nordseite des Bahnhofs an der Stelle der Anbindung der ehemaligen Ortsgüteranlagen eröffnet.
Von der Haltestelle Bahnhof Südausgang verkehrten seit Mai bzw. Juni 2015 zwei Fernbuslinien des Unternehmens Deutsche Post Mobility. Sie führten über verschiedene Routen nach Köln. Es folgten Fernbusse verschiedener Gesellschaften nach Berlin, Breslau, München, Prag und Warschau. Mit der Übernahme des Unternehmens Postbus durch Flixbus wurden die Postbuslinien Ende 2016 eingestellt bzw. durch Flixbuslinien ersetzt. Seit der Fertigstellung des neuen Busbahnhofes verkehren die Fernbusse am Busbahnhof auf der nördlichen Seite.

#### Individualverkehr
Die Bahnhofstraße und die Zittauer Straße verbinden den Bahnhof mit der Bundesstraße 99, die unweit westlich und südlich verläuft. Auf dem Bahnhofsvorplatz im Norden gibt es einige Stellplätze für PKW. Auch ein Taxistand befindet sich dort. Östlich des Jakobstunnels entstand nach der Wende ein Parkhaus eines privaten Betreibers.
In der DDR-Zeit gab es Pläne der Hochbaumeisterei der Deutschen Reichsbahn, den Bahnhofsvorplatz vom Kraftfahrzeugverkehr zu befreien. Die Bahnhofstraße sollte zwischen Salomonstraße im Westen und Jakobstraße im Osten den Vorplatz unterführen. Die Fußgängerzone entlang der Berliner Straße hätte direkt vor dem Mitteleingang des Empfangsgebäudes enden sollen. Lediglich die Straßenbahn sollte noch von der Berliner Straße auf den Bahnhofsvorplatz einbiegen. Die Pläne wurden jedoch wegen fehlender finanzieller Mittel nie realisiert.